# Arquitectura de Maharashtra

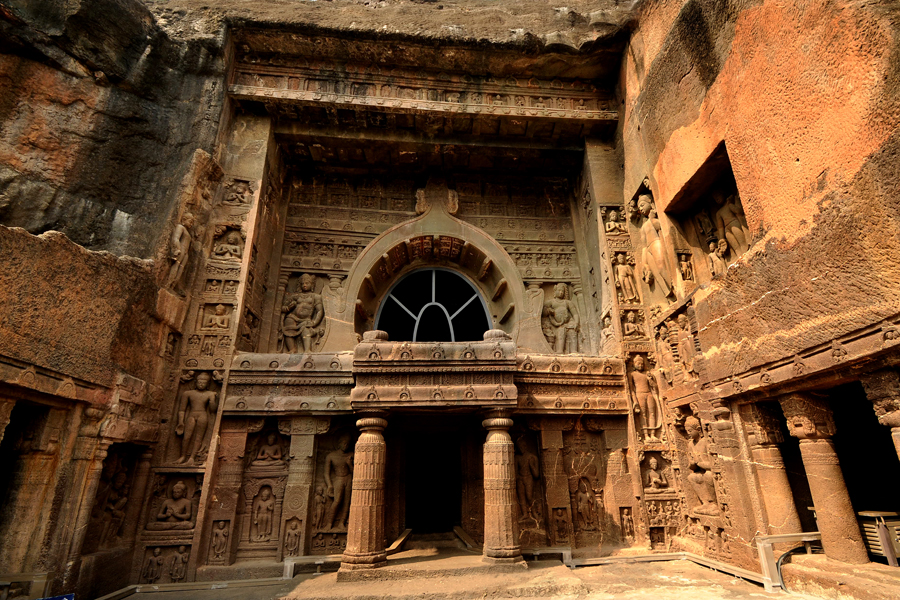
Entrada a la cueva 19 de las cuevas de Ajanta, una sala chaitya del

El estado indio de Maharashtra es conocido por sus famosas cuevas y acantilados. Se dice que las variedades encontradas en Maharashtra son mayores que las de las cuevas y la arquitectura rupestre de Egipto, Asiria, Persia y Grecia.[cita requerida] Los monjes budistas fueron los primeros en excavar estas cuevas en las laderas  en el siglo II a. C., buscando ambientes serenos y pacíficos para meditar. 

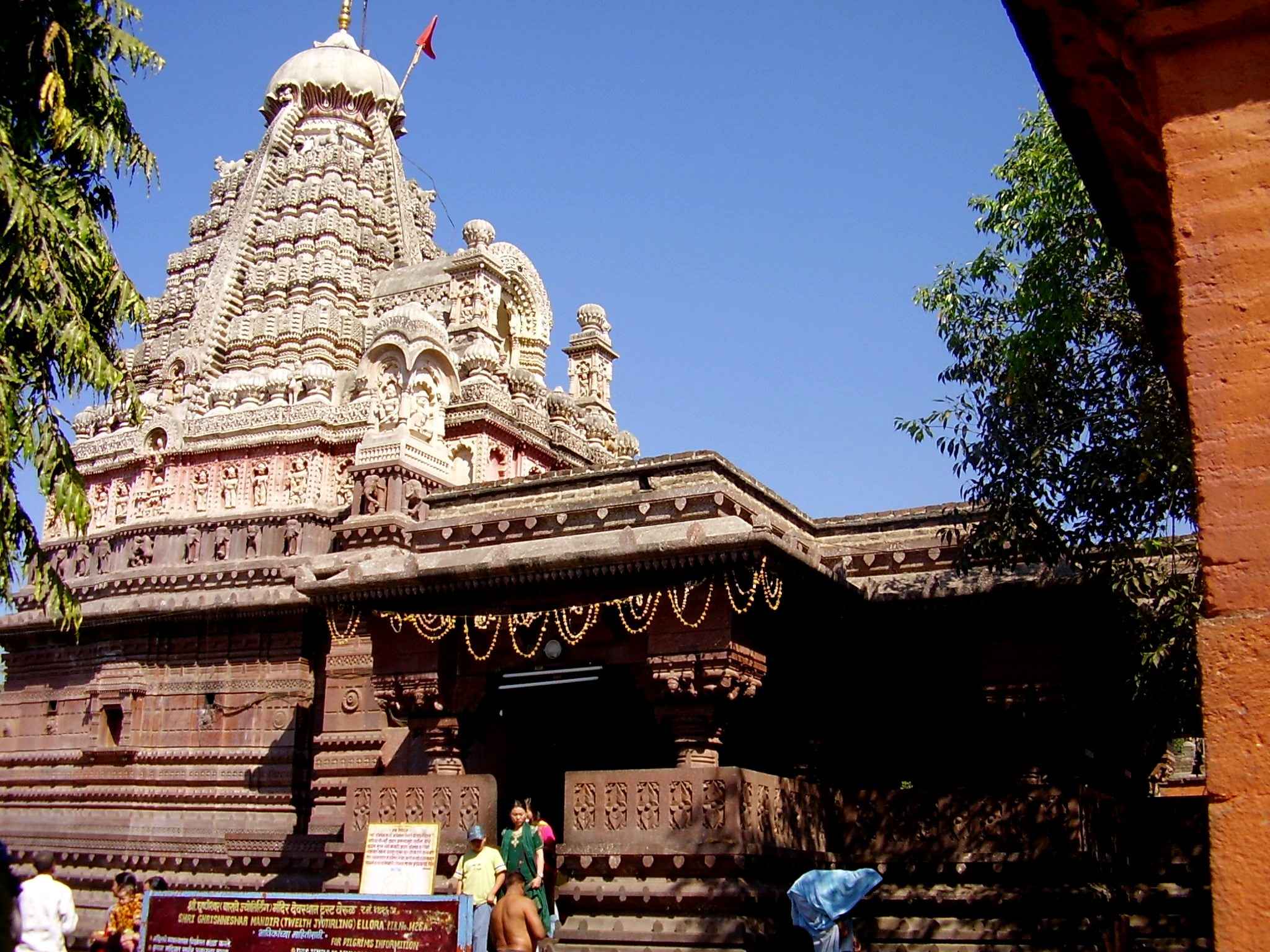
El templo Grishneshwar fue restaurado por Ahilyabai Holkar en el

Los templos de cuevas budistas e hindúes en Ellora y las cuevas de Ajanta tienen elementos de elegante diseño artístico y en ellos se pueden ver las pinturas murales más antiguas de la India. Las famosas cuevas excavadas en la roca de Maharashtra tienen elementos artísticos distintivos, aunque los espectadores modernos consideran que las esculturas de la época son rígidas y no dinámicas. Las cuevas budistas, particularmente las más antiguas, son templos (chaityas) o monasterios (viharas).
Muchos edificios del casco antiguo de la capital,  Bombay, están construidos en una derivación regional del estilo historicista. Dos de los monumentos de la ciudad, la Terminal Ferroviaria de Chhatrapati Shivaji y los templos de las grutas de Elefanta, han sido declarados Patrimonio de la Humanidad de la Unesco.

## Antigüedad

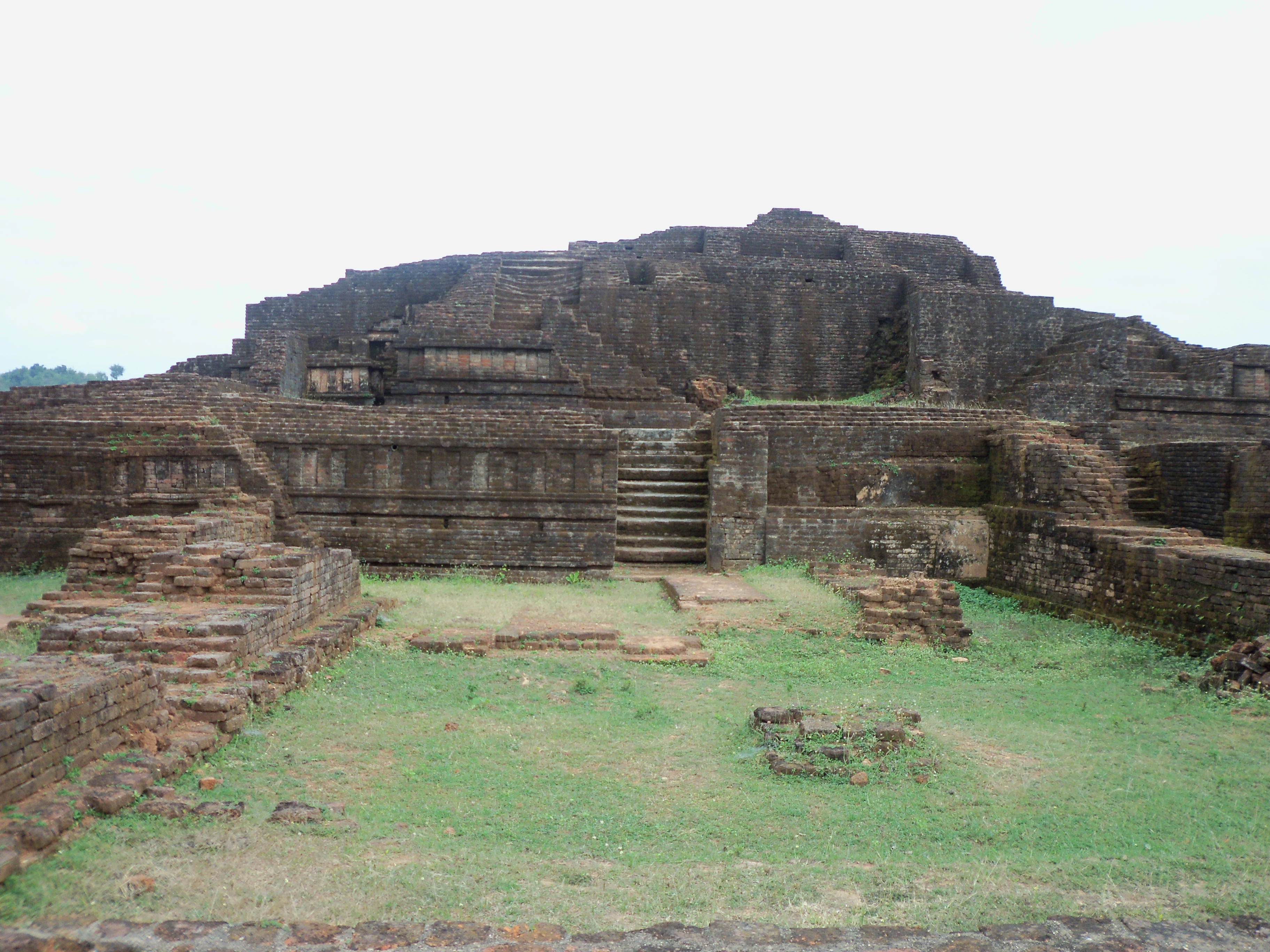
Ruinas del templo Pravareshvara Shiva construido por Pravarasena II en Mansar

El edificio más antiguo del estado son las ruinas de Vakataka en Mansar.

## Cuevas excavadas en la roca

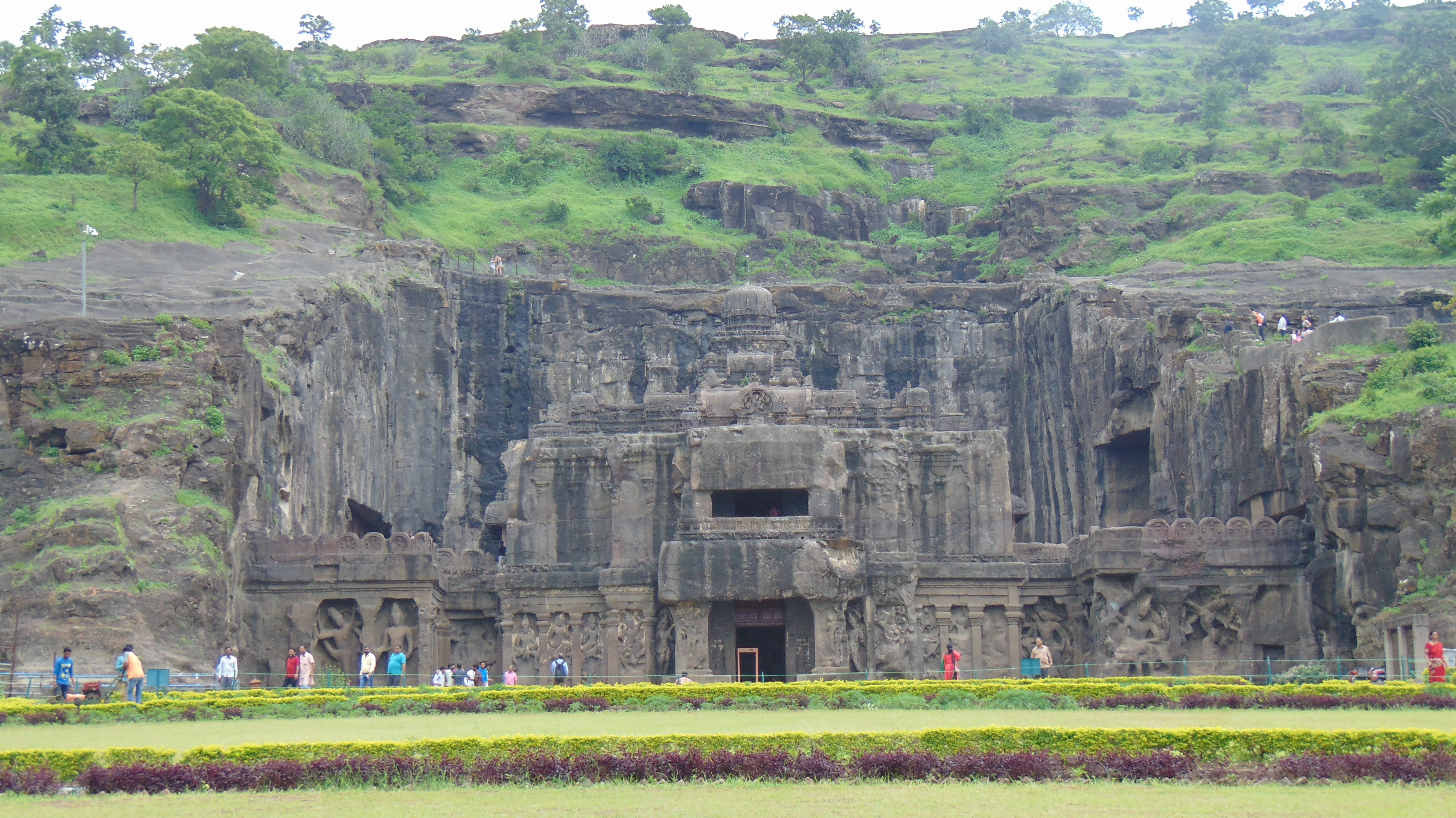
Templo de Kailāsanātha o Kailash, cueva 16 de las cuevas de Ellora, obra de Krishna I (r. 756-773 CE), del Imperio rashtrakuta

La arquitectura excavada en la roca, o arquitectura rupestre, cambió con el reinado budista y se produjeron notables monumentos budistas en áreas como Bihar en el este y Maharashtra en el oeste. Los monjes budistas excavaron grutas naturales y cuevas en la ladera y las convirtieron en gloriosas salas de oración y monasterios.
Las cuevas, que van desde pequeñas celdas monásticas hasta templos colosales y con elaborados tallados, son notables por haber sido talladas a mano en la roca sólida. Su origen, que data dell siglo III a. C., parece haber sido el de ser refugios temporales para los monjes budistas cuando las fuertes lluvias monzónicas hacían imposible su estilo de vida itinerante normal.
En Maharastra destacan las cuevas de Karla, las cuevas de Nasik —un grupo de 23 cuevas budistas excavadas entre el siglo I a. C. y el siglo III d. C., por la dinastía Satavahana—, las cuevas de Ajanta —30 monumentos budistas excavados en cuevas, construidos bajo los vakatakas, ca. siglo V d. C.— y las cuevas de Ellora cerca de Aurangabad, declaradas en 1993 Patrimonio de la Humanidad,  34 monasterios y templos que se alinean, uno junto a otro, a lo largo de 2 km, en la pared del alto farallón basáltico en los que fueron excavados.

Ejemplos de cuevas talladas en roca
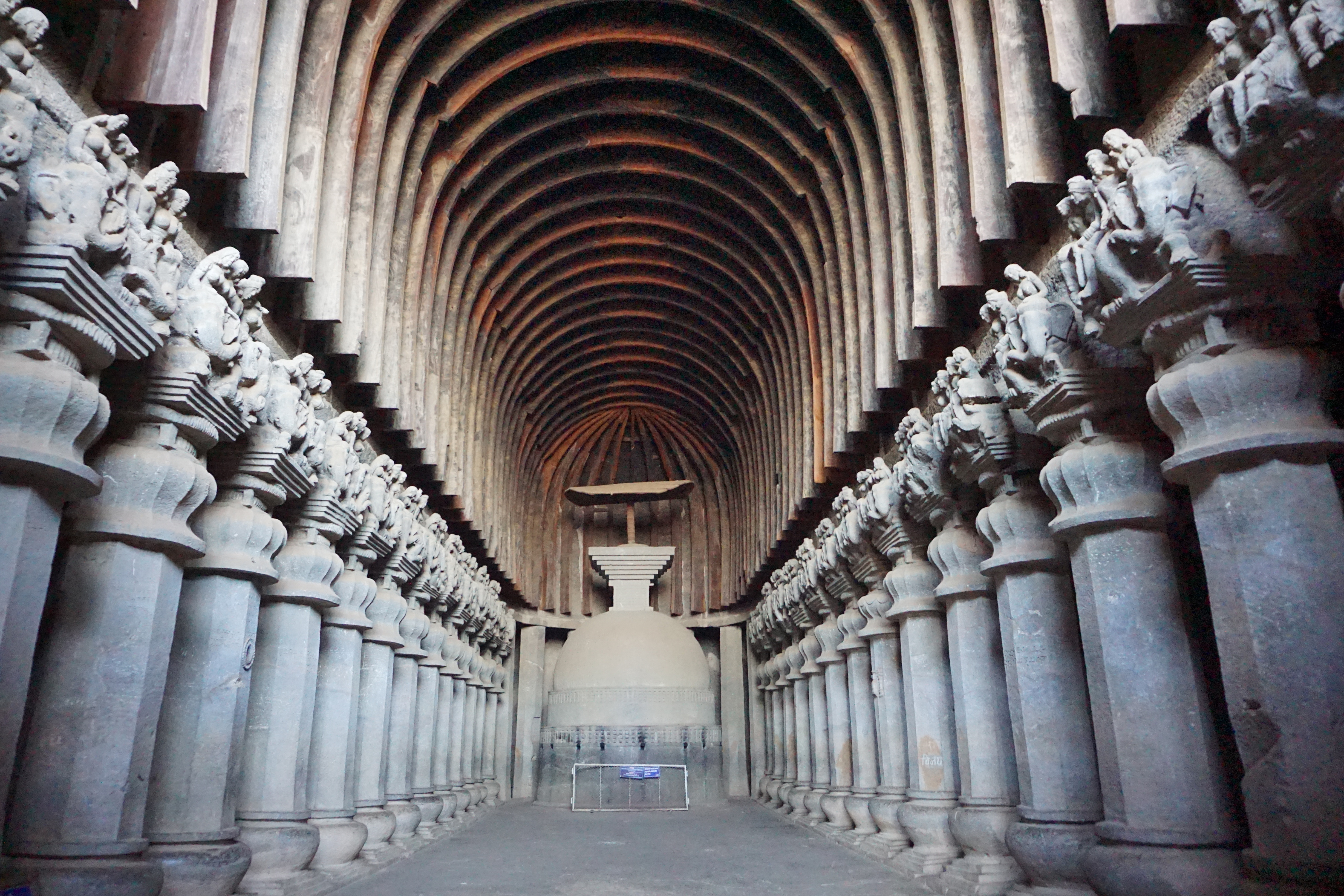
El gran chaitya en las cuevas de Karla, Maharashtra, ca. 120 a. C.
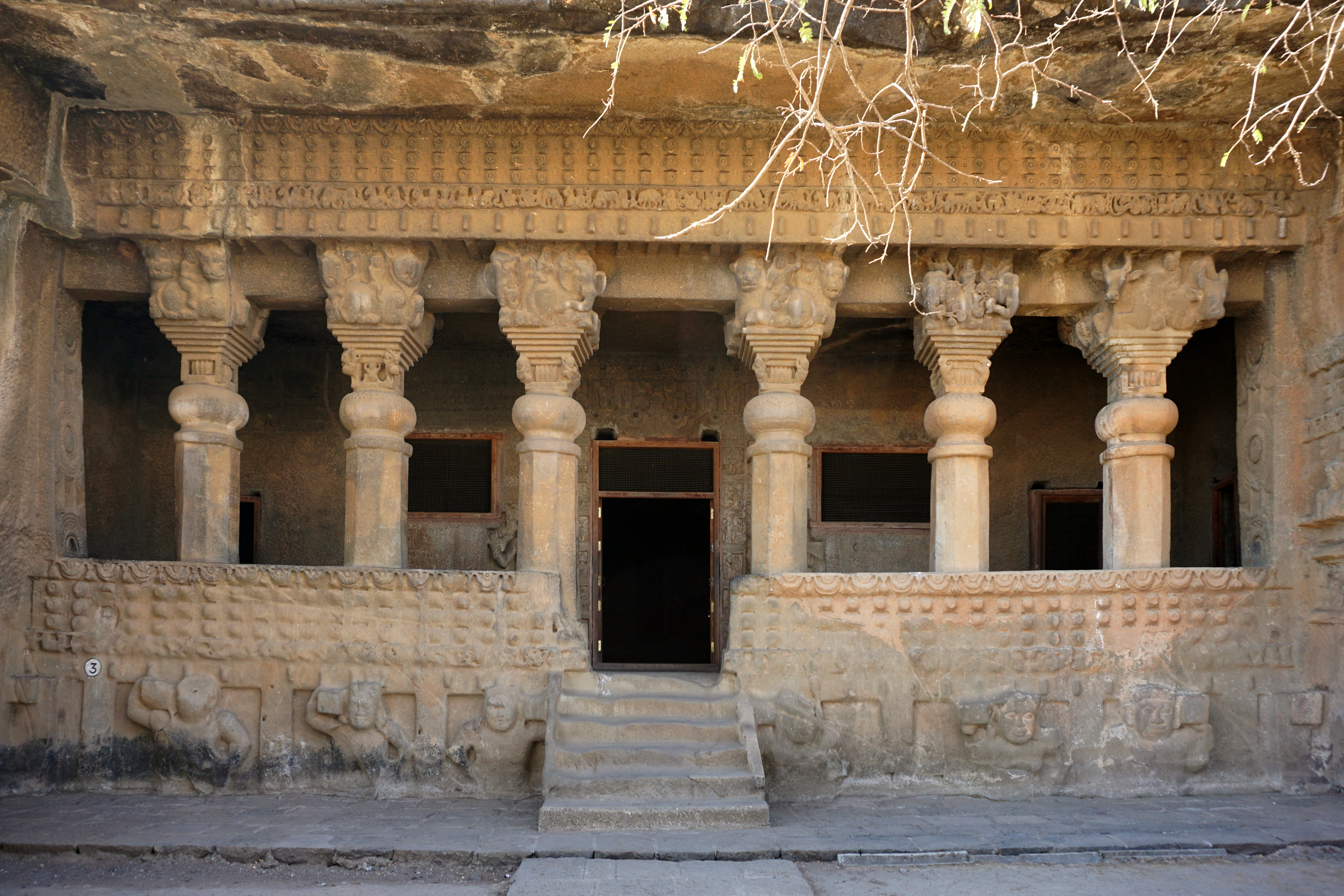
Gautamiputra vihara en las cuevas de Nasik, un grupo de 23 cuevas budistas excavadas entre el siglo I a. C. y el siglo III d. C., por la dinastía Satavahana
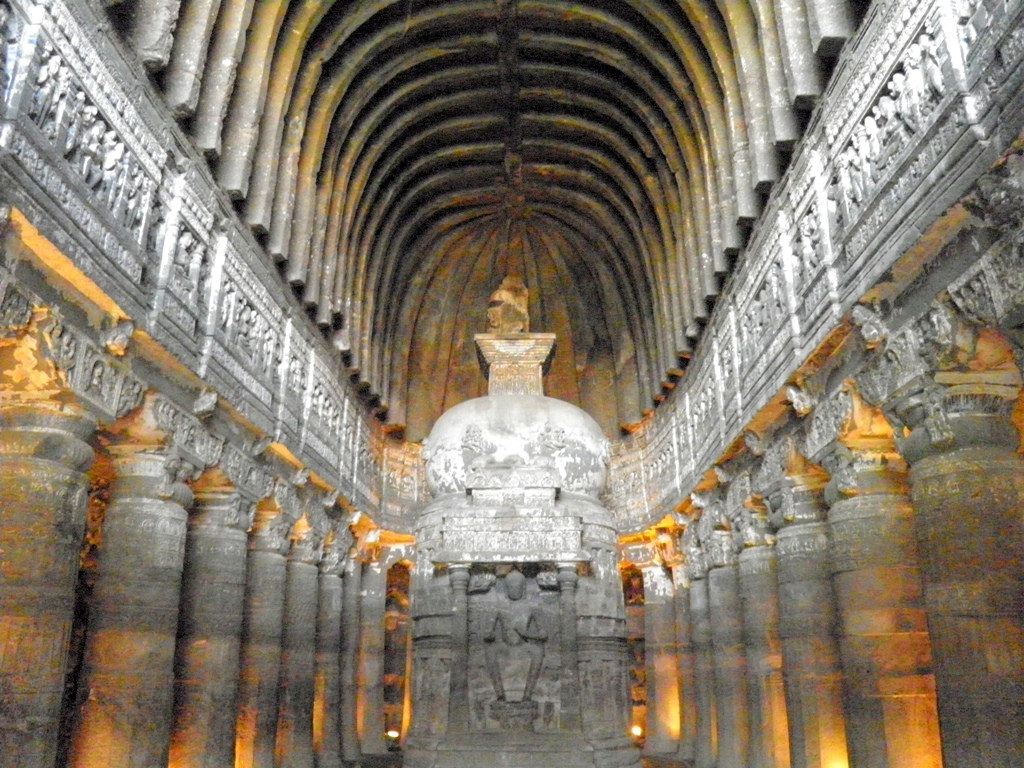
Las cuevas de Ajanta son 30 monumentos budistas excavados en cuevas, construidos bajo los vakatakas, ca. siglo V d. C.
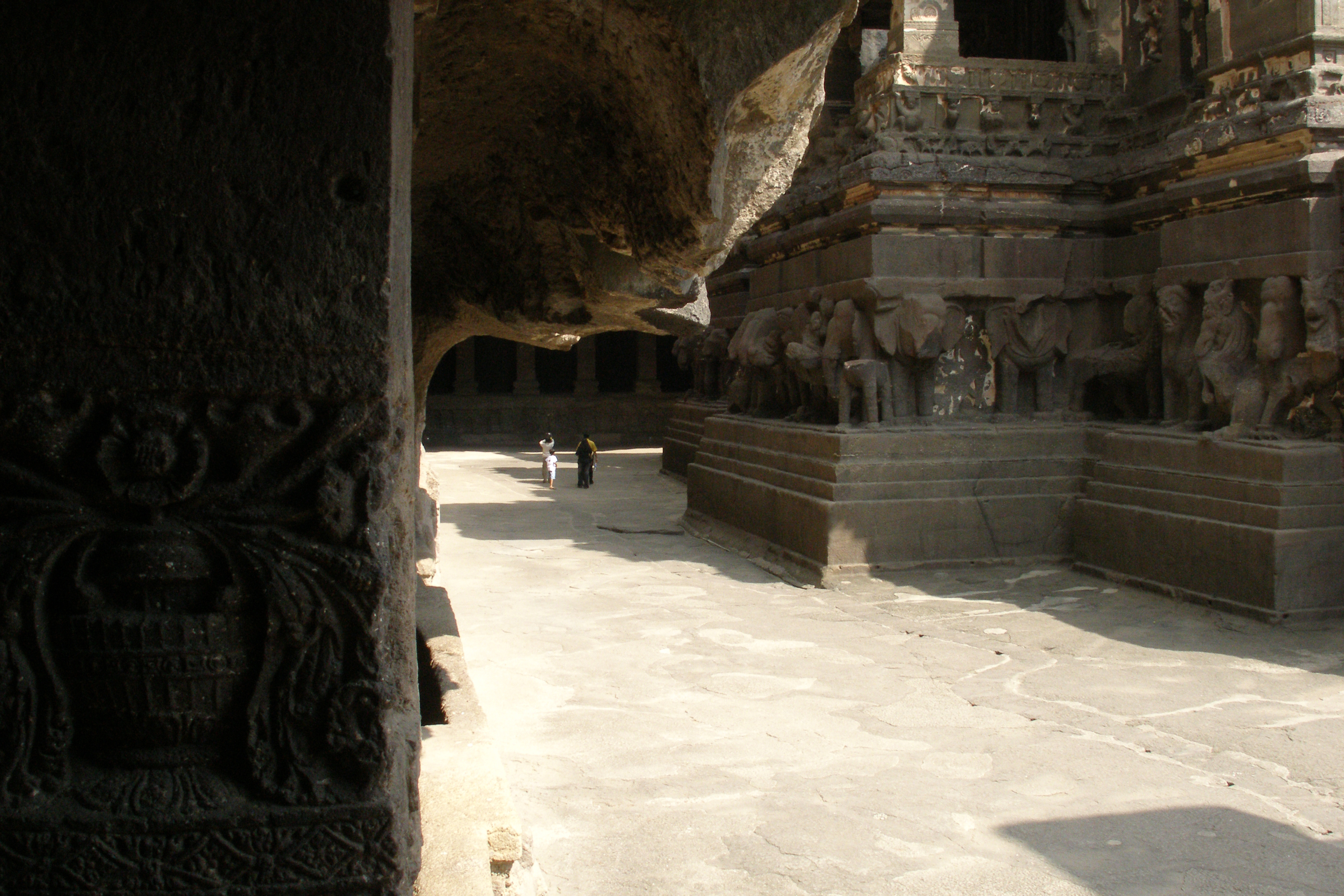
Templo Kailasa en Ellora excavado en un acantilado de roca basáltica

## Edad Media

### Arquitectura hindú
Durante el período medieval temprano, la arquitectura de la región de Maharashtra se basó en gran medida en una combinación de estilos Nagara. El templo de Bhimashankar, en la aldea de Bhorgiri, se considera una mezcla única de esos estilos Nagara. Bhimashankar es uno de los doce jyotirlingas (lugares sagrados principales dedicados a Shiva), y es también el lugar donde nace el río Bhima, que fluye hacia el sudeste para juntarse con el río Krishná.
Durante el período tardío, Hemadri, un erudito de la corte de Yadavas de Deogiri, utilizó su estilo combinacional único Nagara (arquitectura Hemadpanti) para crear muchos templos, que fueron de nuevo reconstruidos, debido a los numerosos enfrentamientos islámicos en los que destruyeron lugares de culto hindú. Los más destacados son el templo Trayambakeshwar, el templo Tulja Bhavani y el templo Ghrishneshwar, entre otros.

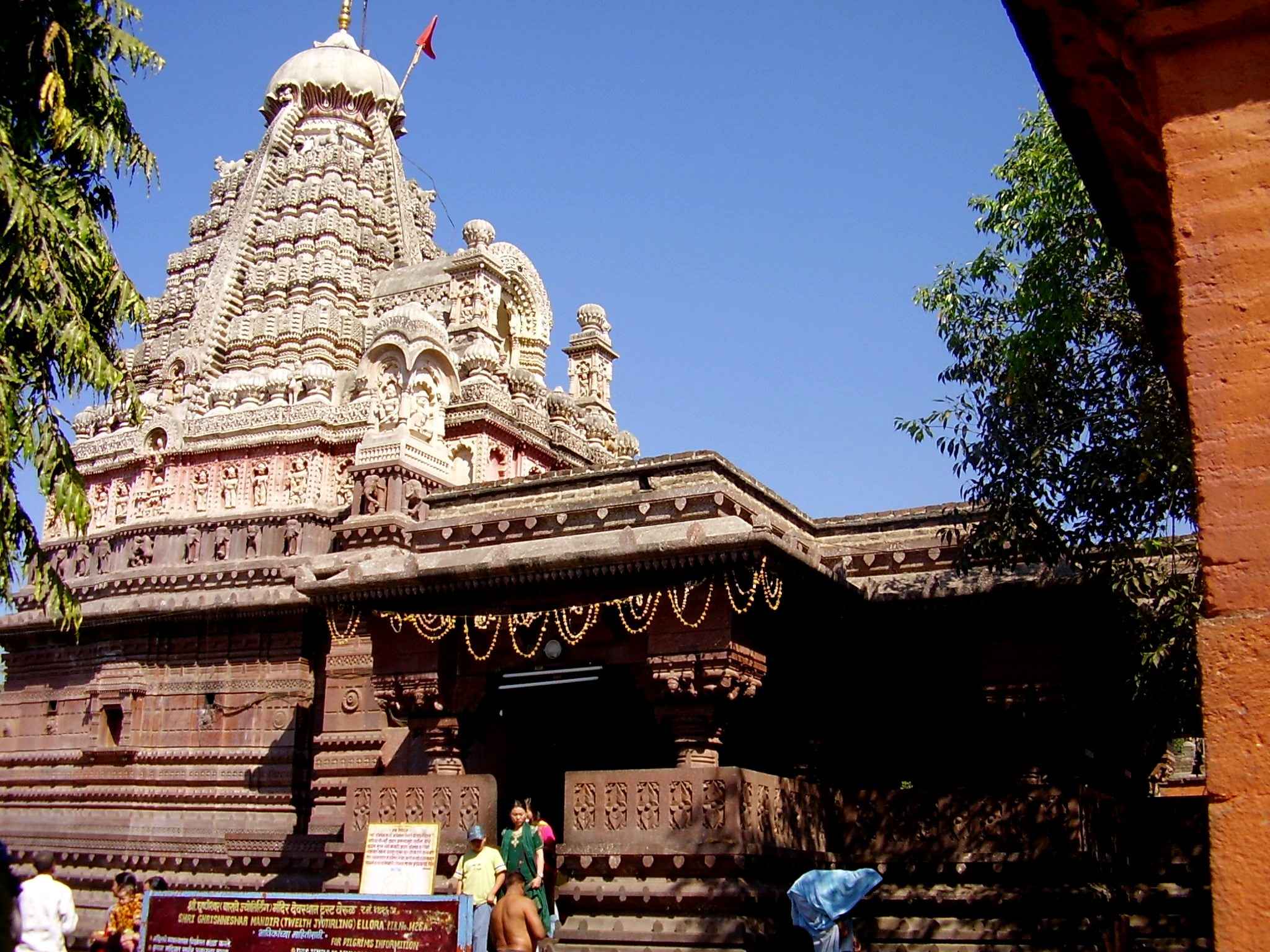
Templo Ghrishneshwar
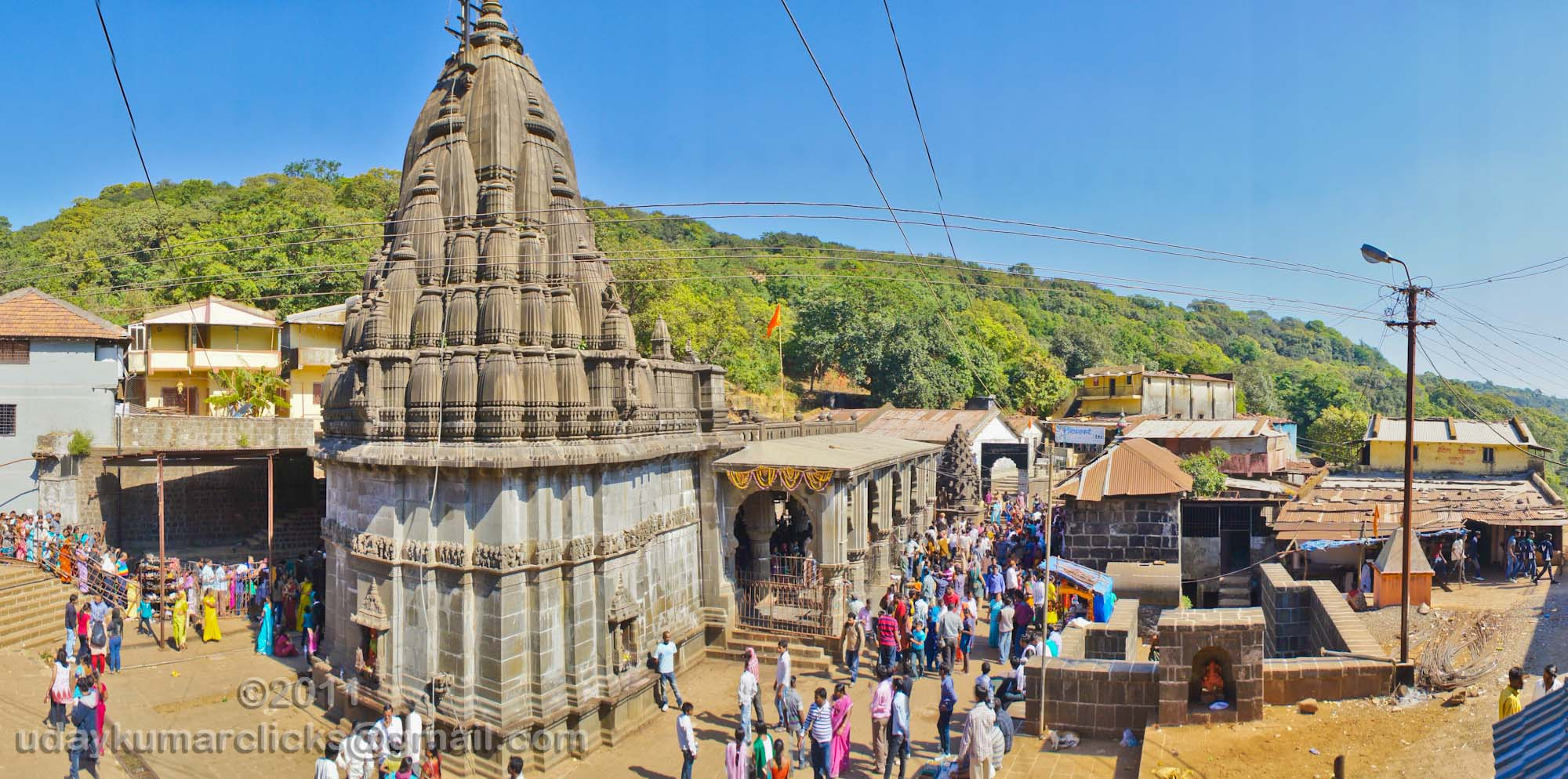
Templo de Bhimashankar
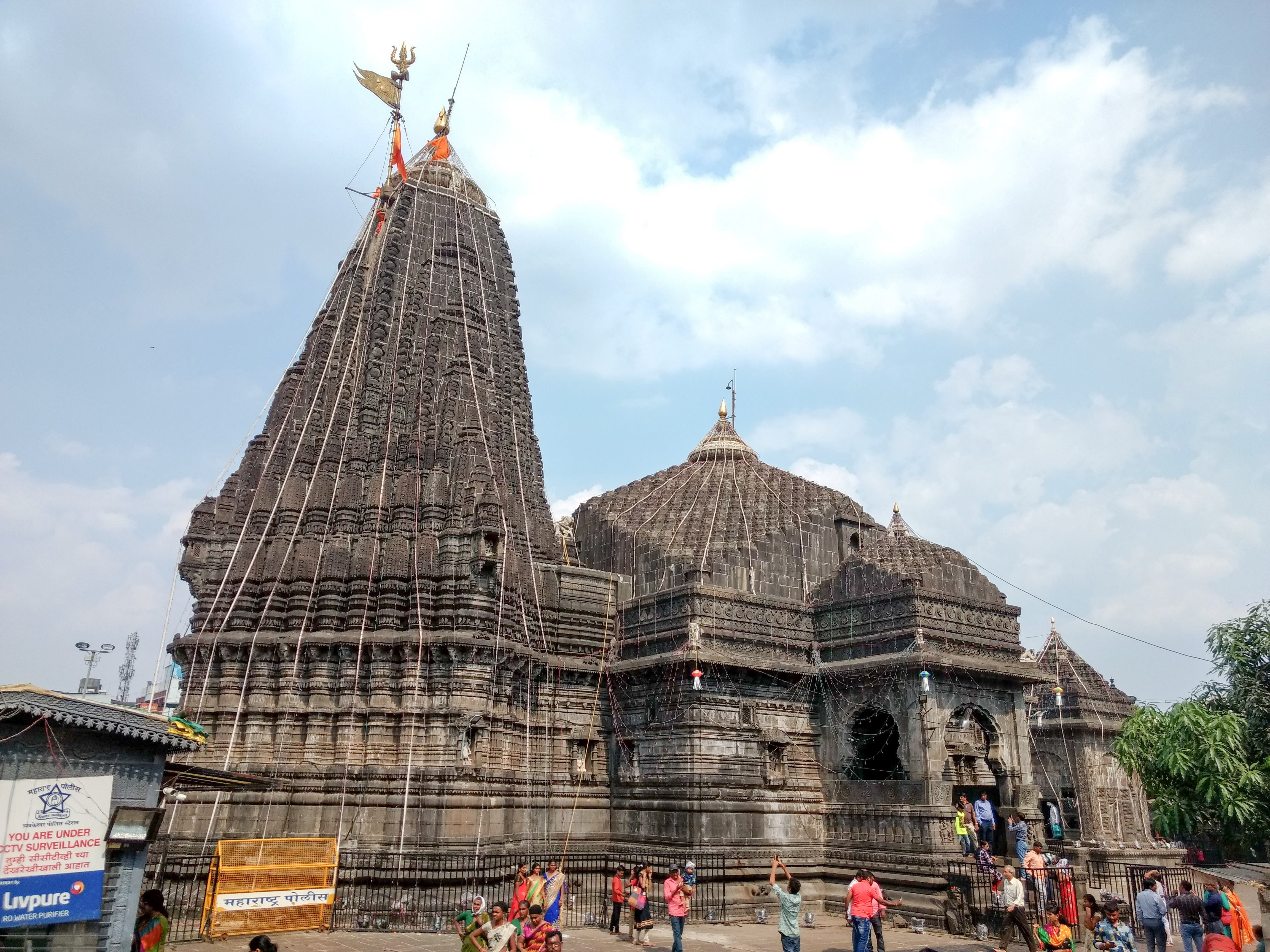
Templo Trayambakeshwar

### Arquitectura indoislámica
Algunas edificaciones del fuerte Daulatabad, agregadas por el sultanato de Delhi en el siglo XIV son los primeros ejemplos de arquitectura indoislámica en Maharashtra; el fuerte fue construido por la dinastía Yadava en el siglo XII.
El sultanato medieval de Ahmednagar construyó el fuerte de Ahmednagar, la tumba de Salabat Khan II y Bagh Rauza  en Ahmednagar. Su estilo es similar al de los otros sultanatos del Decán.
El mejor ejemplo de arquitectura mogola en Maharashtra es Bibi Ka Maqbara construido por el emperador mogol Aurangzeb, que es una réplica del Taj Mahal.

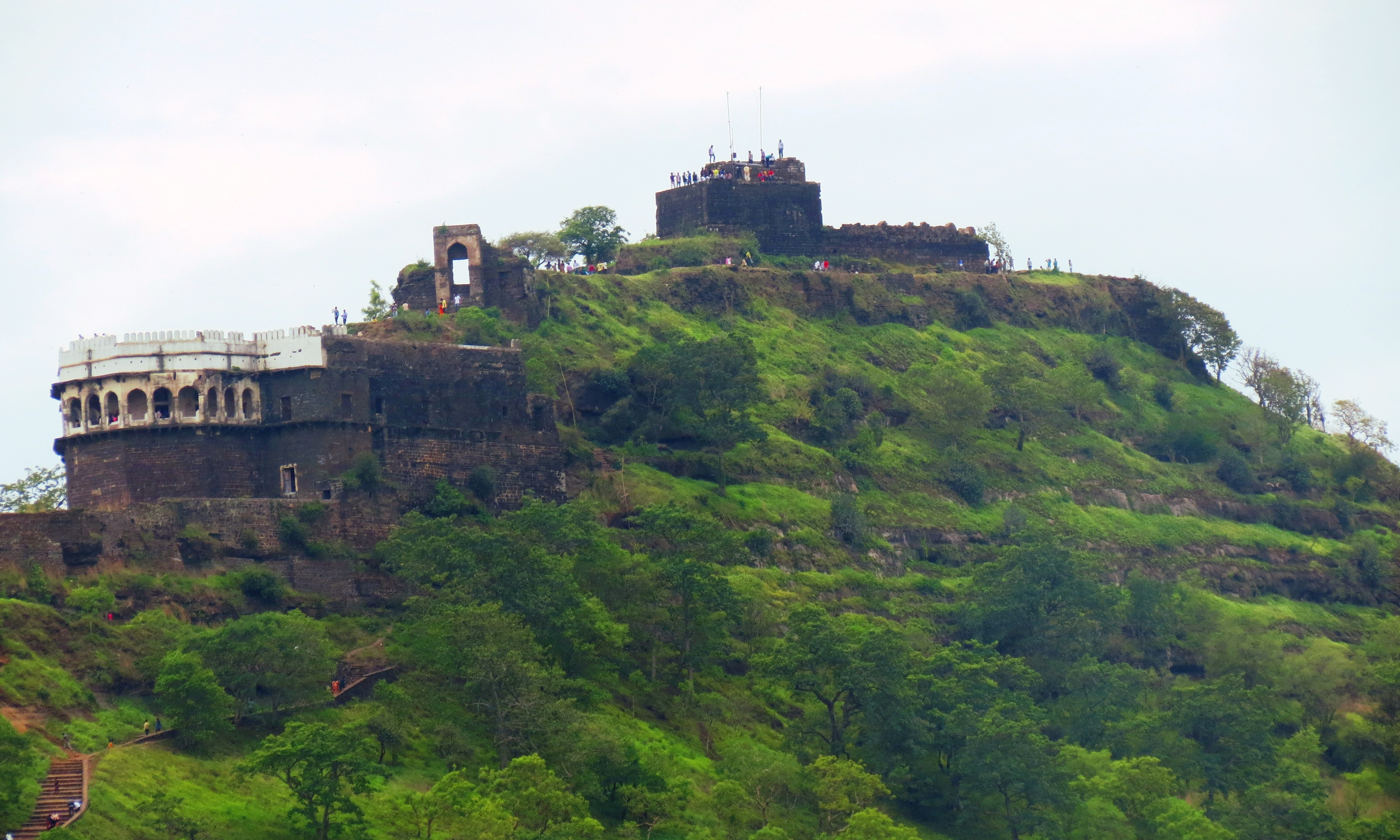
Fuerte Daulatabad
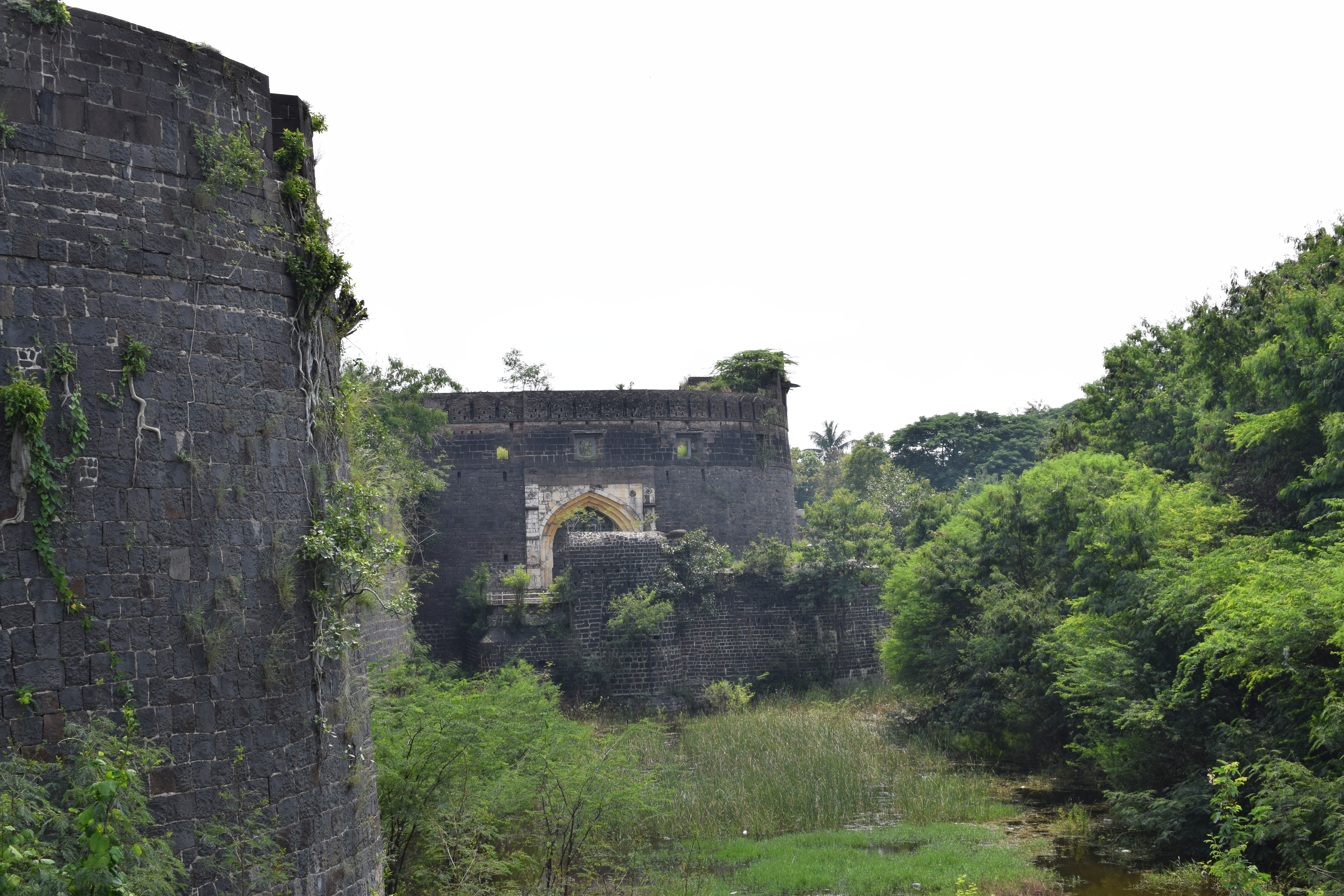
Fuerte de Ahmednagarla
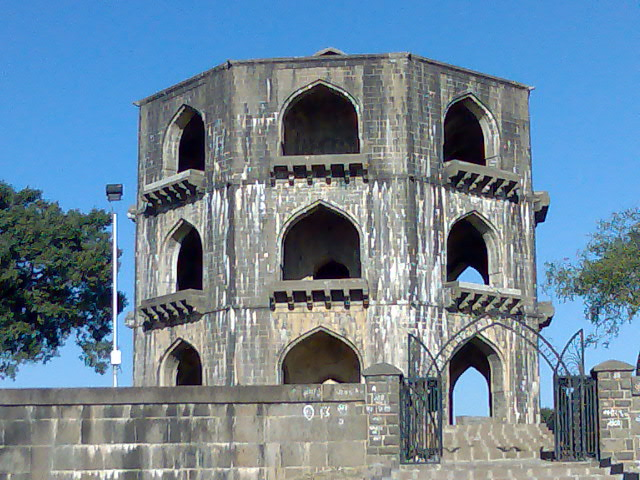
Tumba de Salabat Khan II
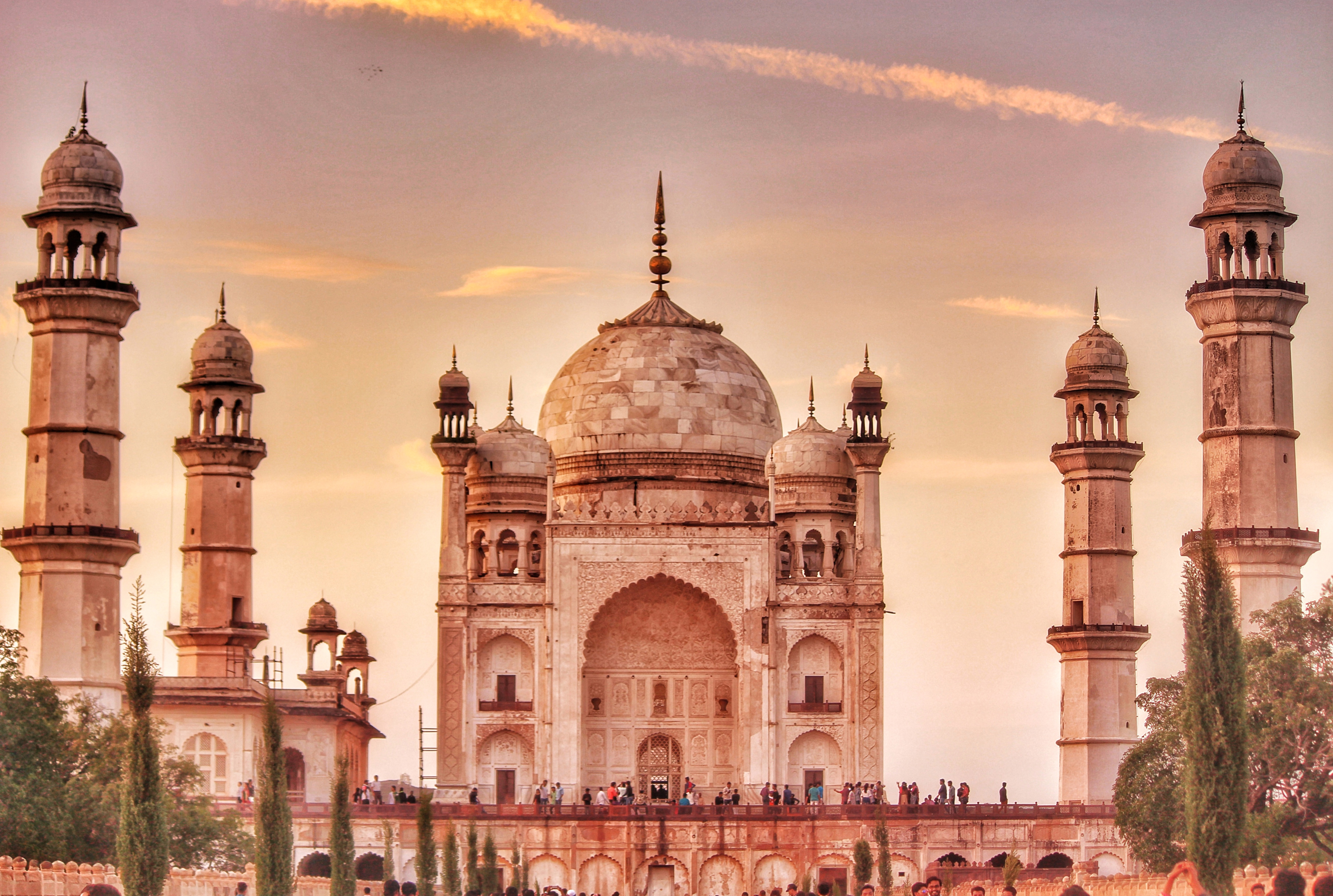
Bibi Ka Maqbara en Aurangabad, una réplica del Taj Mahal construida durante el reinado de Aurangzeb. Fue encargado por su hijo Azam Shah.

### Arquitectura maratha

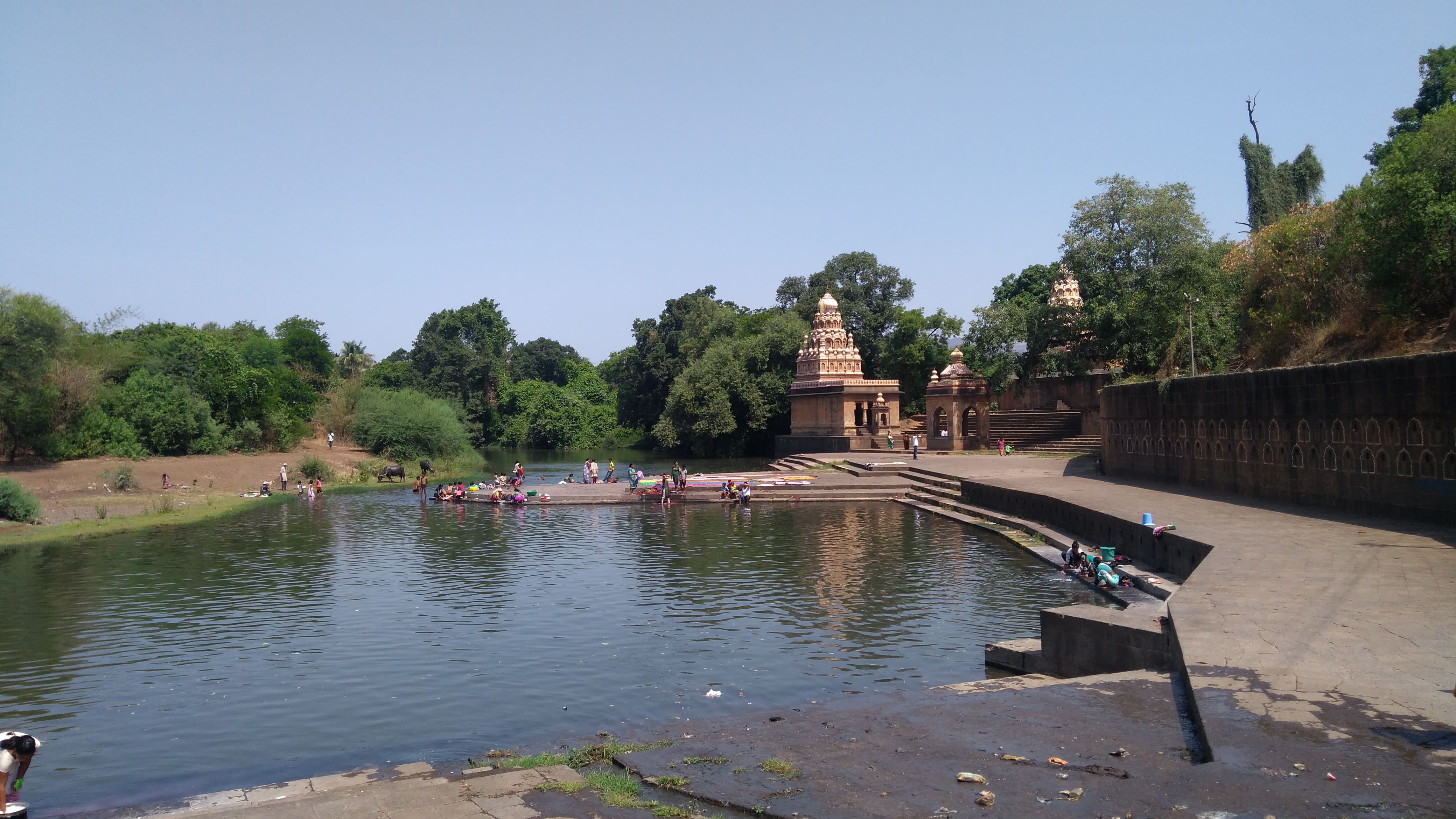
Ghat en el río Krishna en Menavali encargados por Nana Phadnavis

El Imperio maratha gobernó entre los siglos XVII y XIX. Estaban constantemente en guerra contra el Imperio mogol. Por ello, se construyeron varias fortificaciones en toda la zona, incluidas Shaniwar Wada, Pratapgad, Raigad y Mangad. El chatrapati Shivaji Maharaj construyó el Lal Mahal  en Pune. Durante la era de la Confederación maratha, muchos de los templos populares fueron construidos/modernizados en todo Maharashtra. Reflejan un estilo arquitectónico peculiar considerado como arquitectura maratha. Las gradas en las orillas de los ríos llamadas ghat construidos por los gobernantes marathas pueden ser el mayor legado del gobierno maratha en Maharashtra y otros lugares de la India.

## Época colonial

### Etapa portuguesa
Durante el dominio portugués en Mumbai, se construyeron varias fortificaciones en la ciudad, entre ellas el Fuerte Madh y la Castella de Aguada.

### Época colonial británica

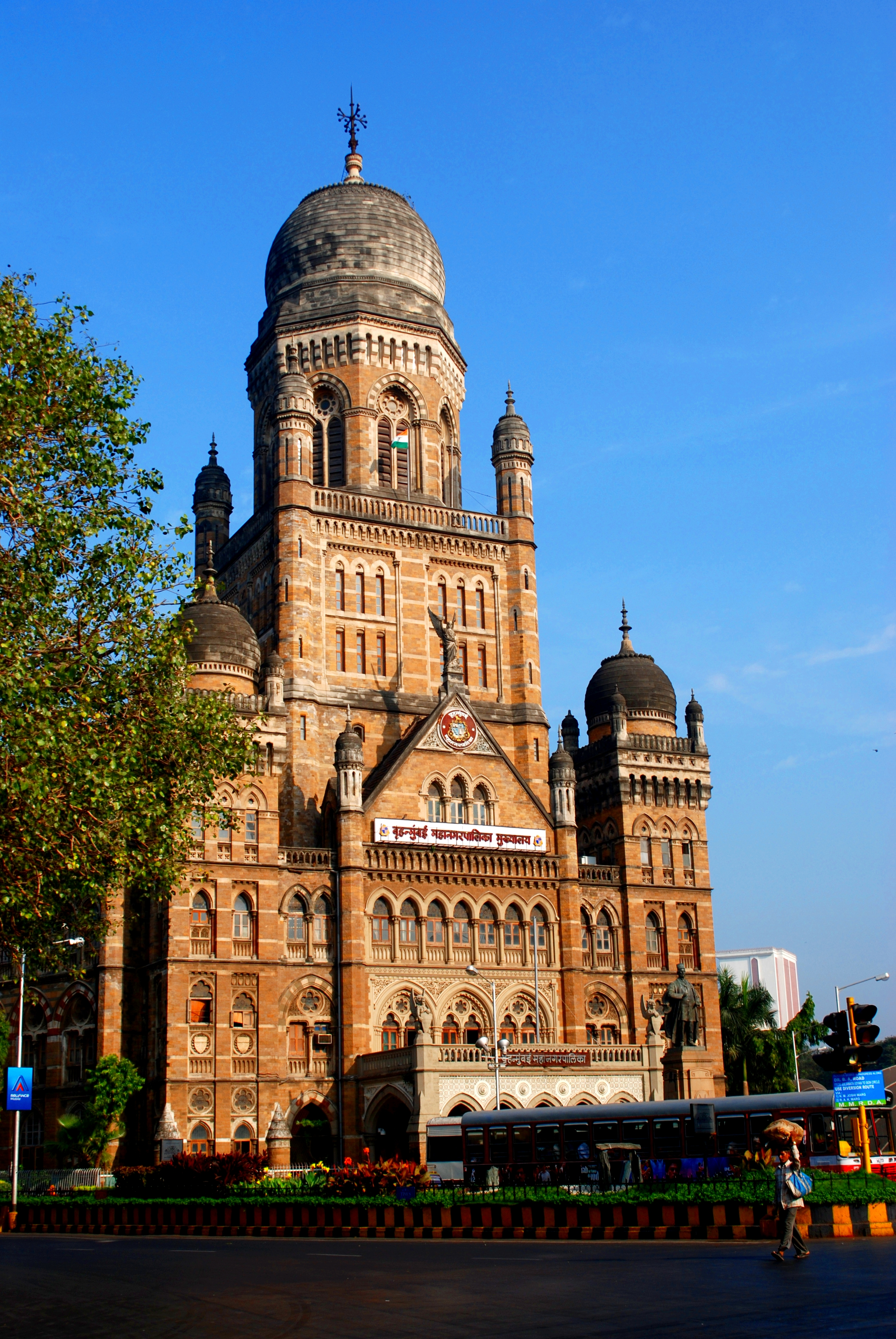
Sede de la corporación municipal de Bombay.

Durante la época colonial británica, los estilos europeos prevalecieron, especialmente en Mumbai (Bombay en ese momento). Los ejemplos más significativos son los dos sitios declarados sitios del Patrimonio Mundial de Mumbai: la Terminal Chhatrappati Shivaji (diseñada por Frederick William Stevens en estilo neogótico) y el conjunto victoriano y art déco de Mumbai (que consta del Tribunal Superior de Bombay, la Torre del Reloj de Rajabai y la Universidad de Mumbai ).  
Otros ejemplos son el Edificio de Corporaciones Municipales y la Sociedad Asiática en Mumbai; y la Fergusson College  en Pune.

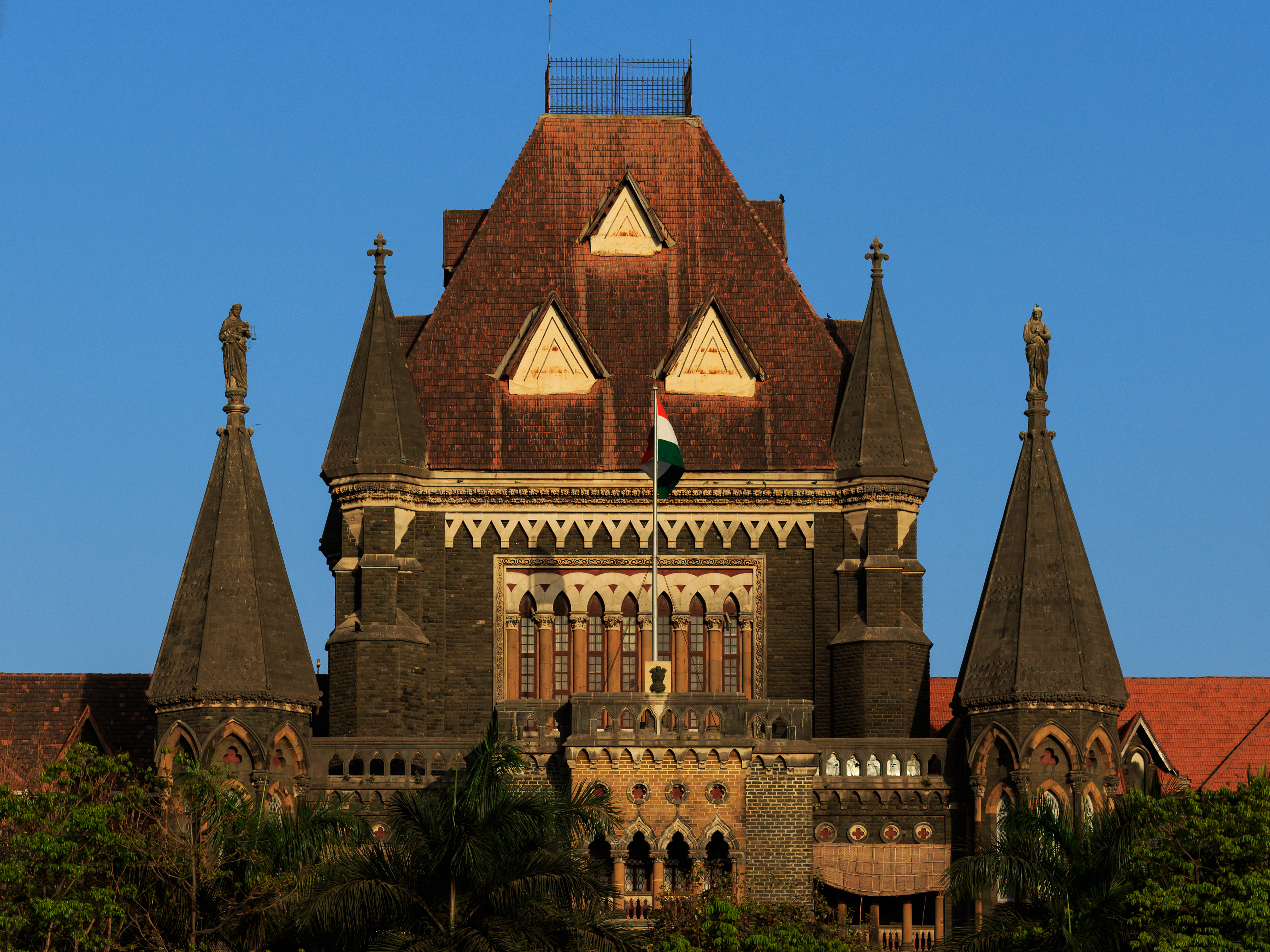
Bombay High Court (estilo neogótico)
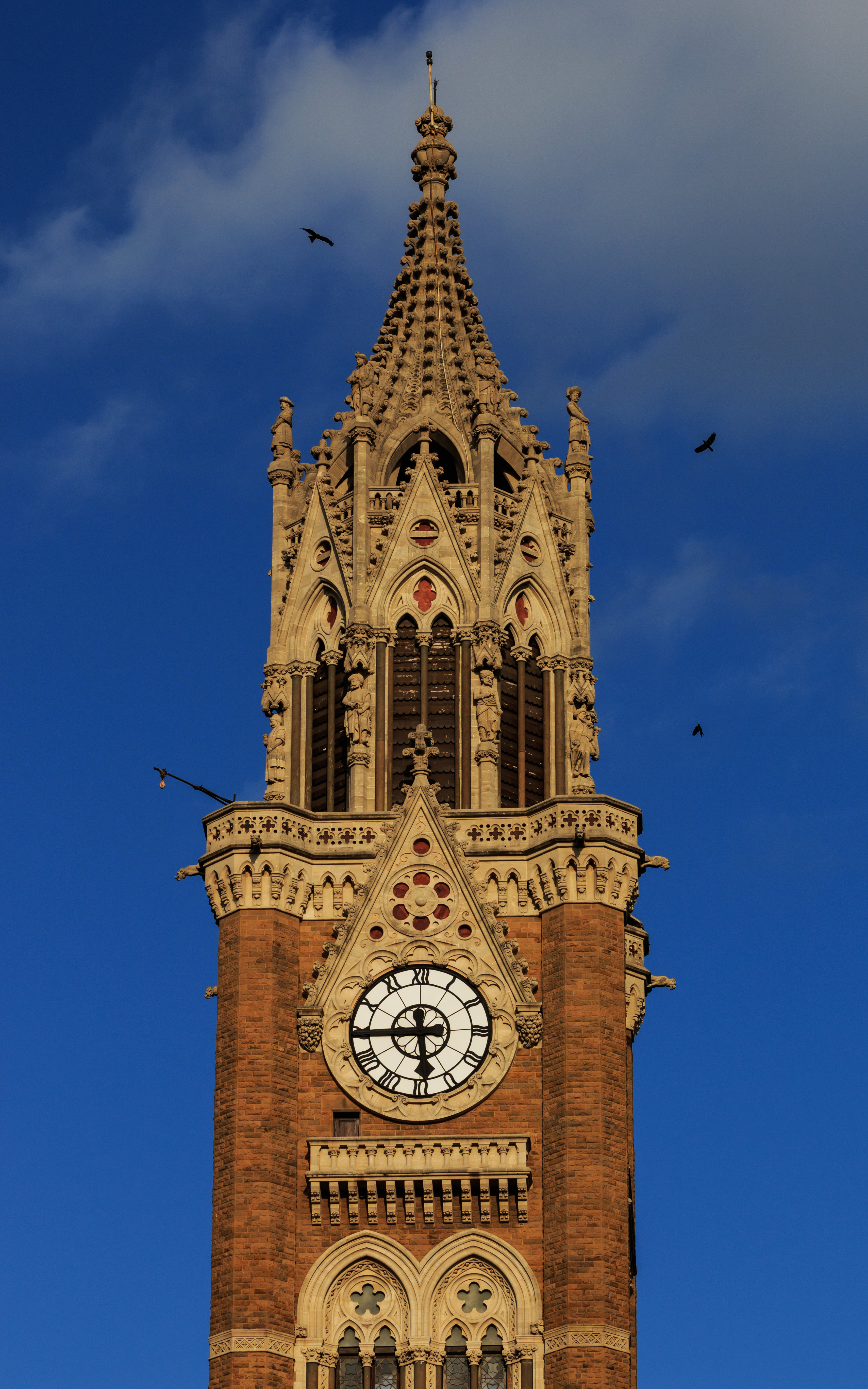
Rajabai Clock Tower (neogótico)
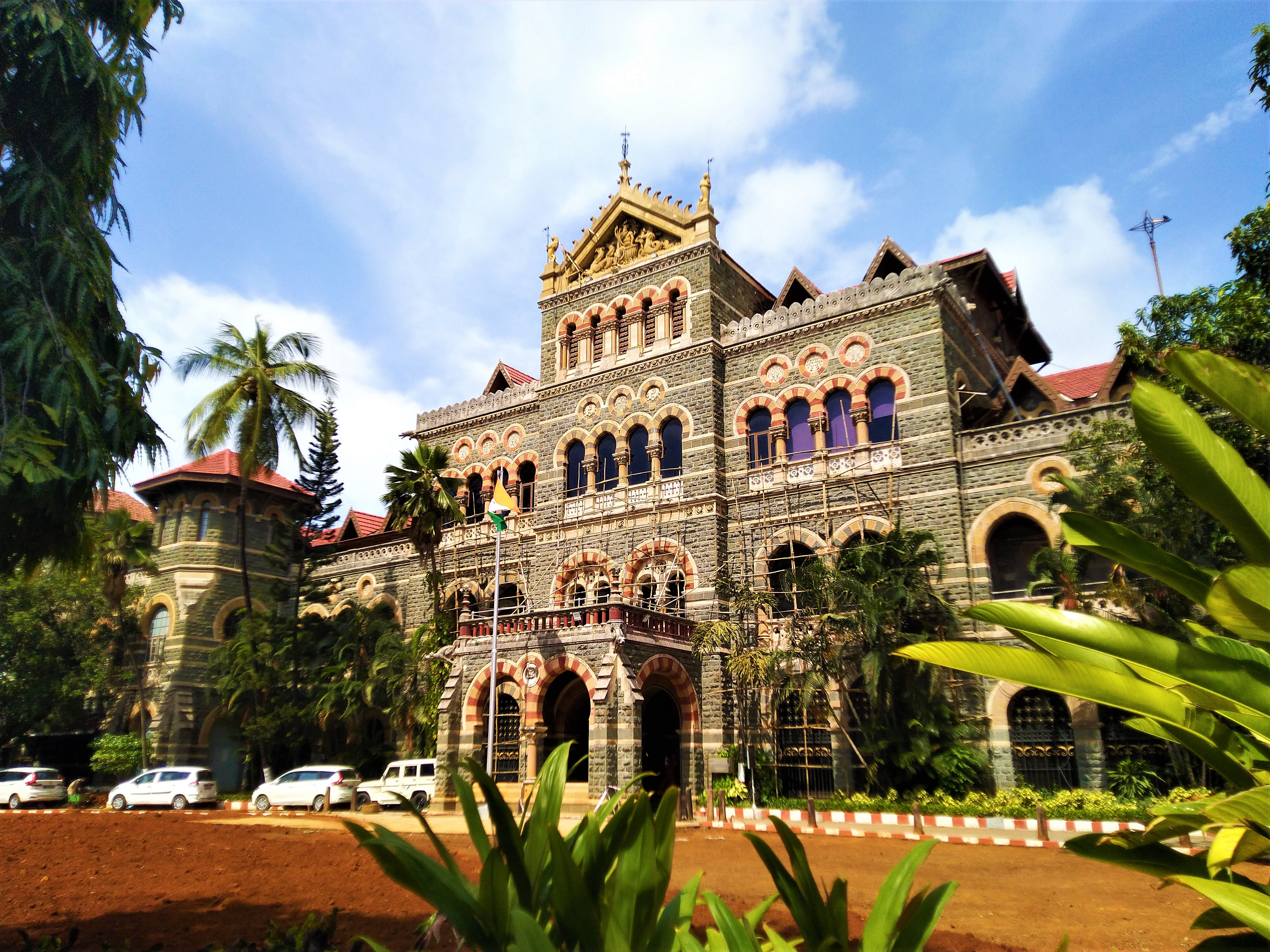
Maharashtra Police Headquarters (neogótico)
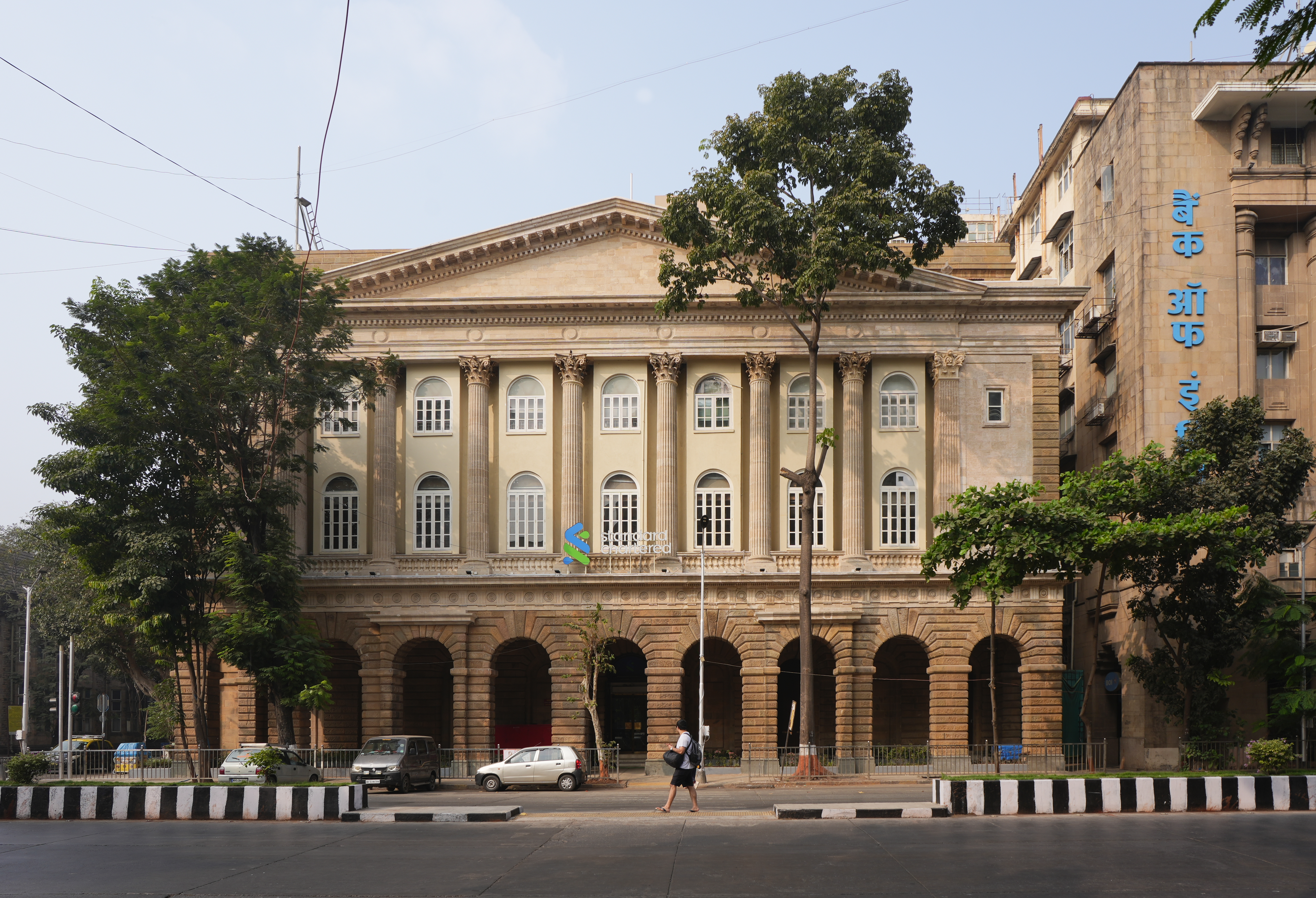
Edificio Standard Chartered Bank (Neoclásico)
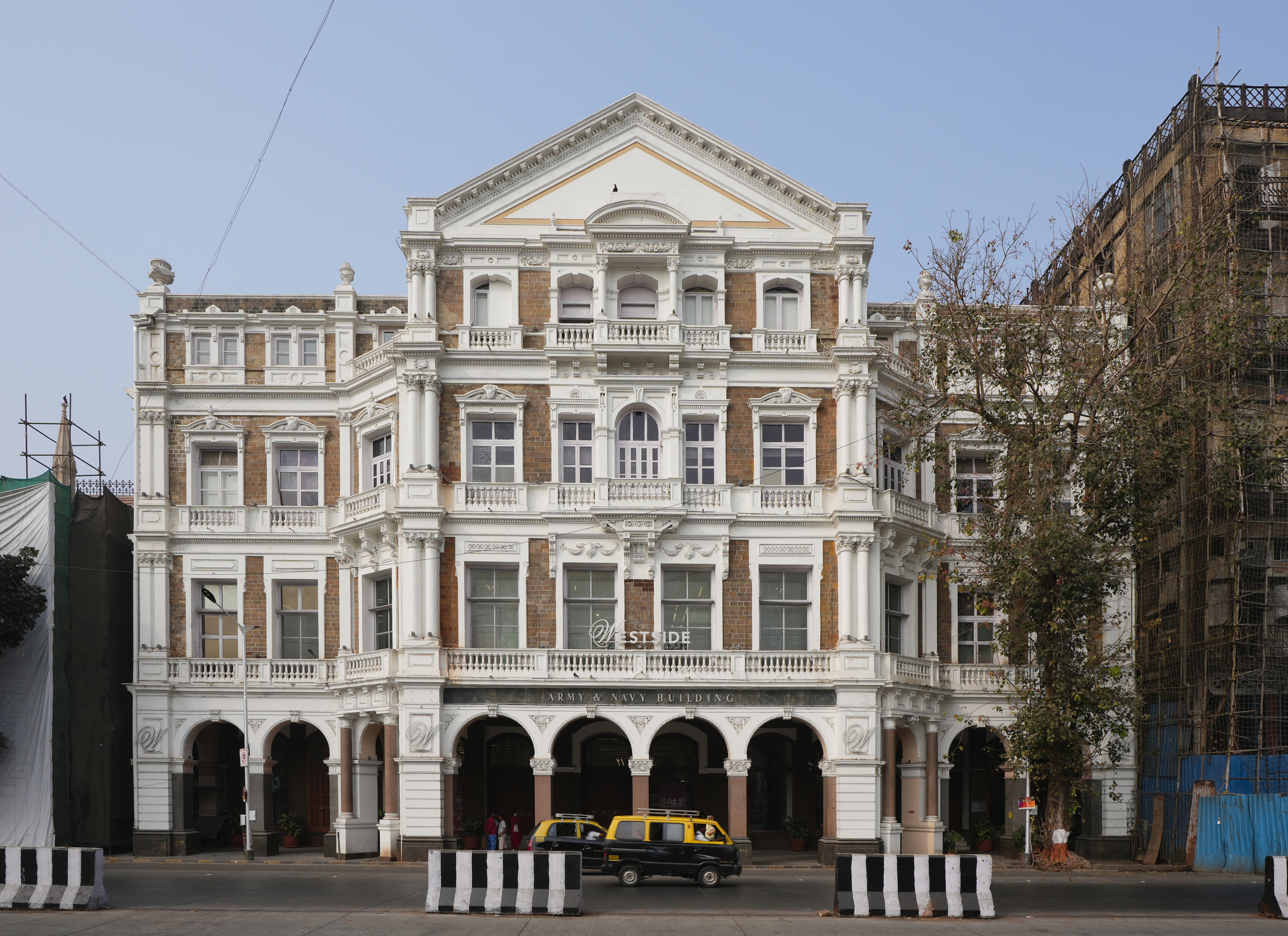
Edificio del Ejército y la Armada (Neoclásico)
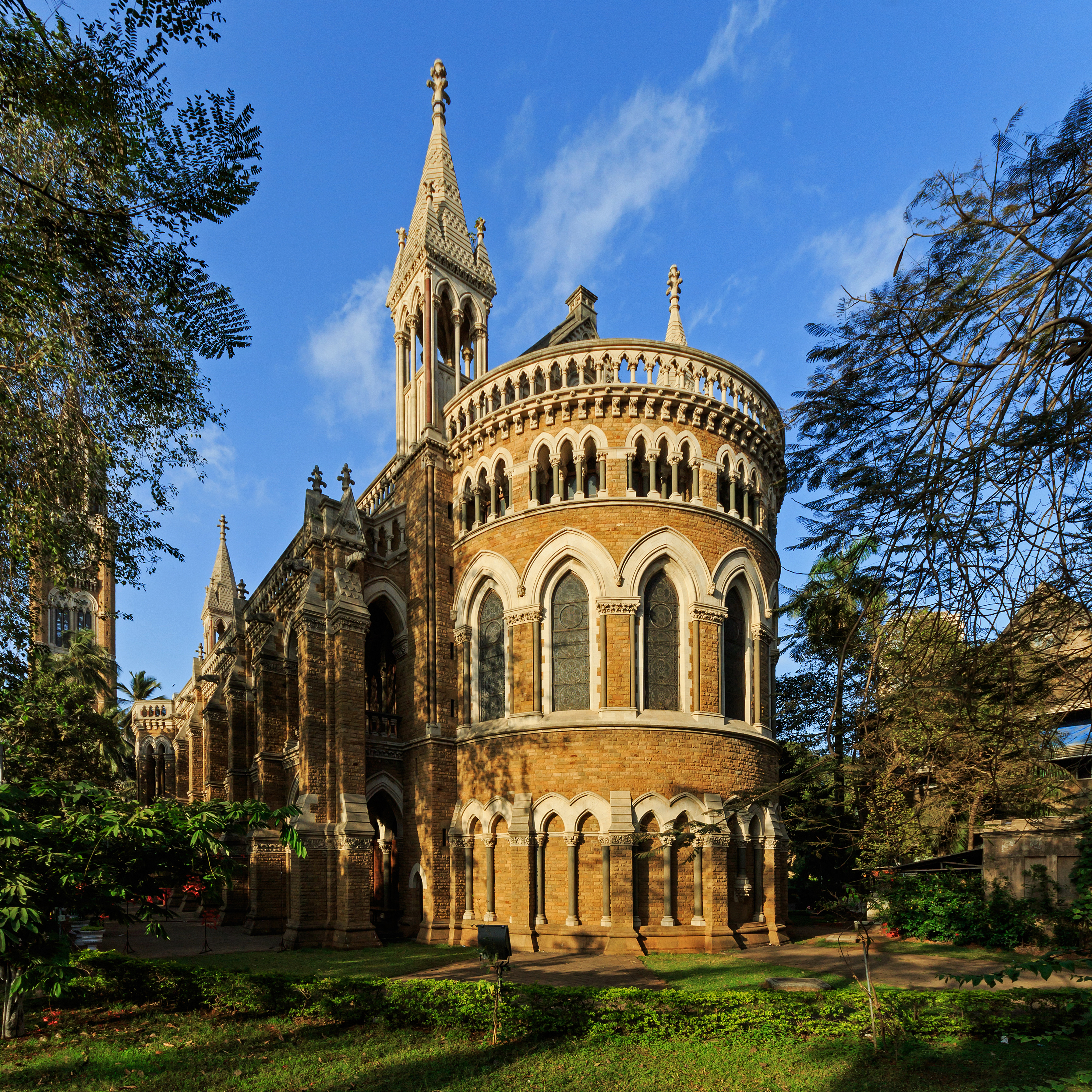
El campus de la Universidad de Mumbai fue establecido rn 1857 en el área del Fuerte en Mumbai.
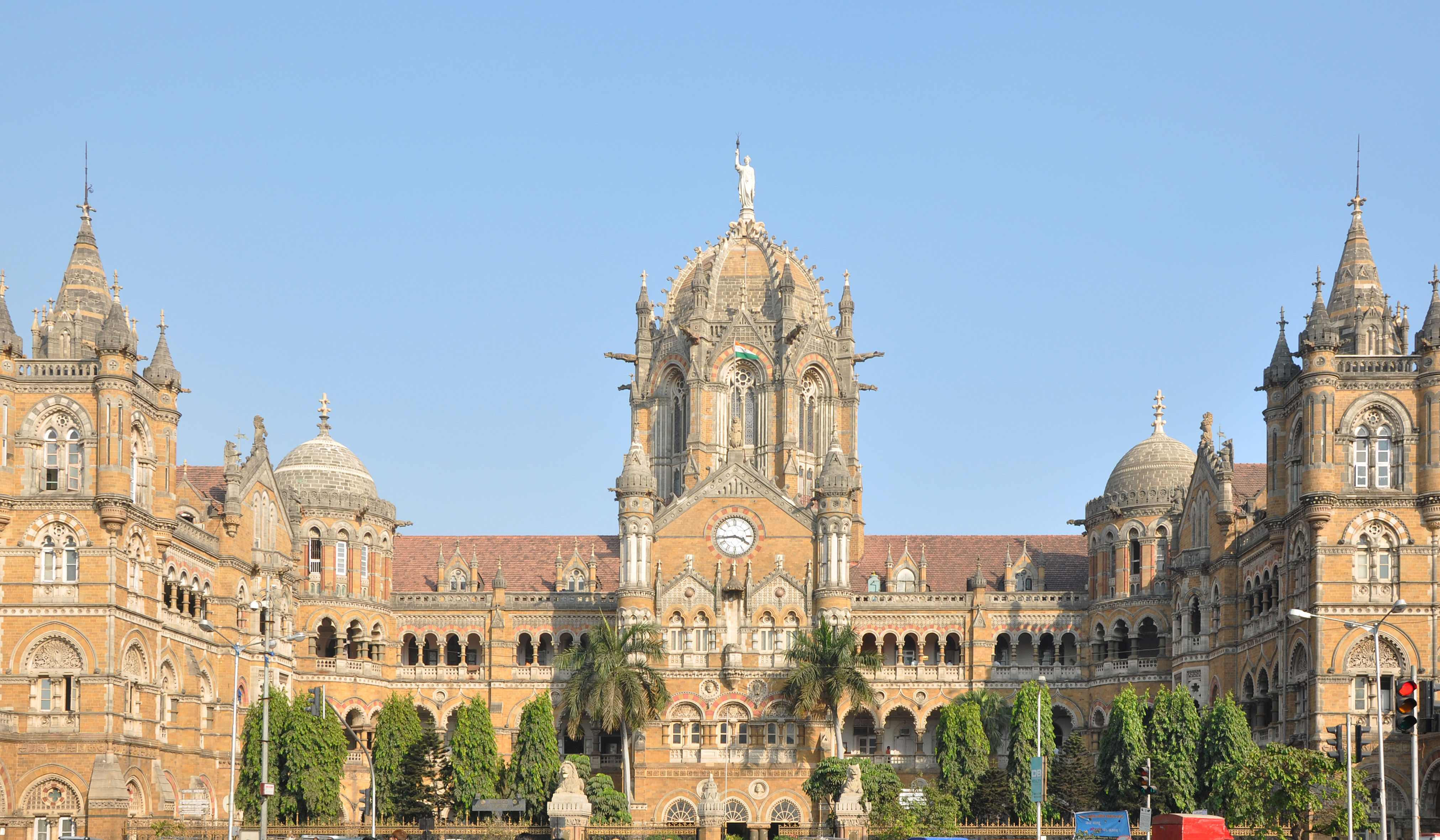
El edificio Chhatrapati Shivaji Terminus en la actualidad. Fue diseñado por Frederick William Stevens en el Estilo Gótio Victoriano y terminado en1888.
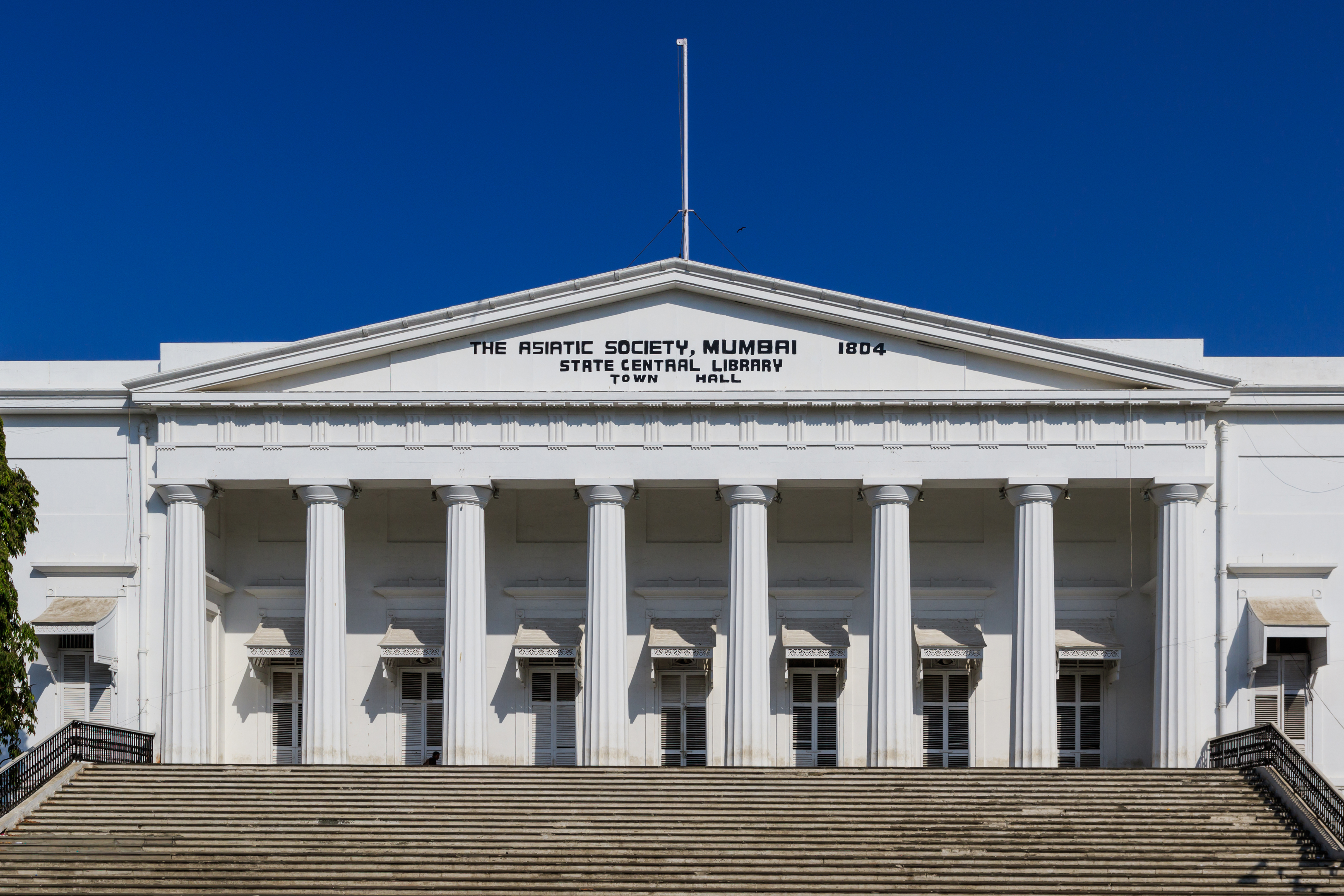
Sociedad Asiática de Bombay, una de las bibliotecas públicas más antiguas de la ciudad.

#### Indo-sarraceno

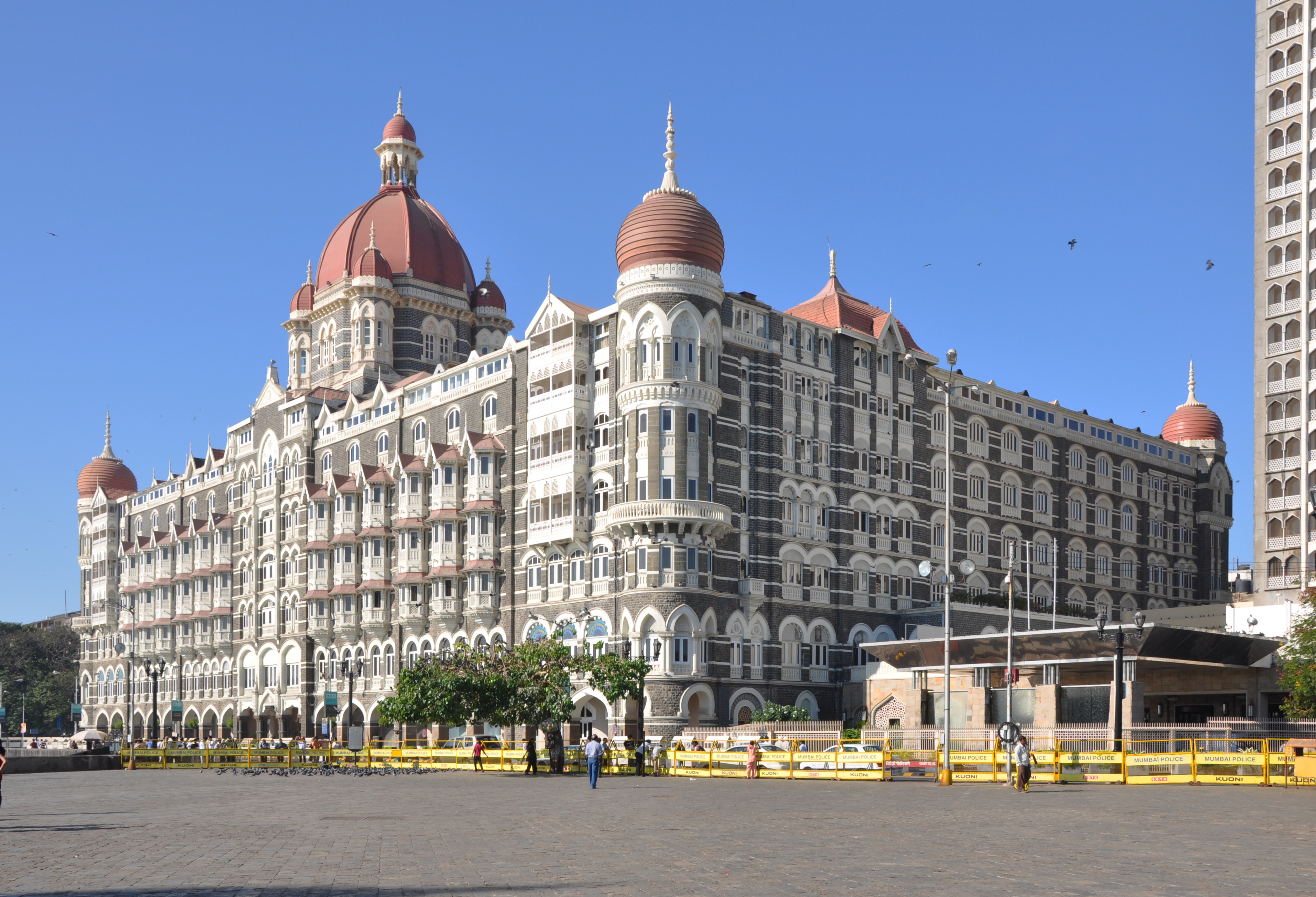
El emblemático hotel Taj Mahal Palace & Tower fue uno de los objetivos de los atentados de Bombay de 2008.

Se desarrolló un nuevo estilo arquitectónico conocido como arquitectura indo-sarracena, una combinación de estilos británico e indio. Los mejores ejemplos de este estilo son la Puerta de la India, el Hotel Taj Mahal, Chhatrapati Shivaji Maharaj Vastu Sangrahalaya  (anteriormente Museo Príncipe de Gales) en Mumbai.

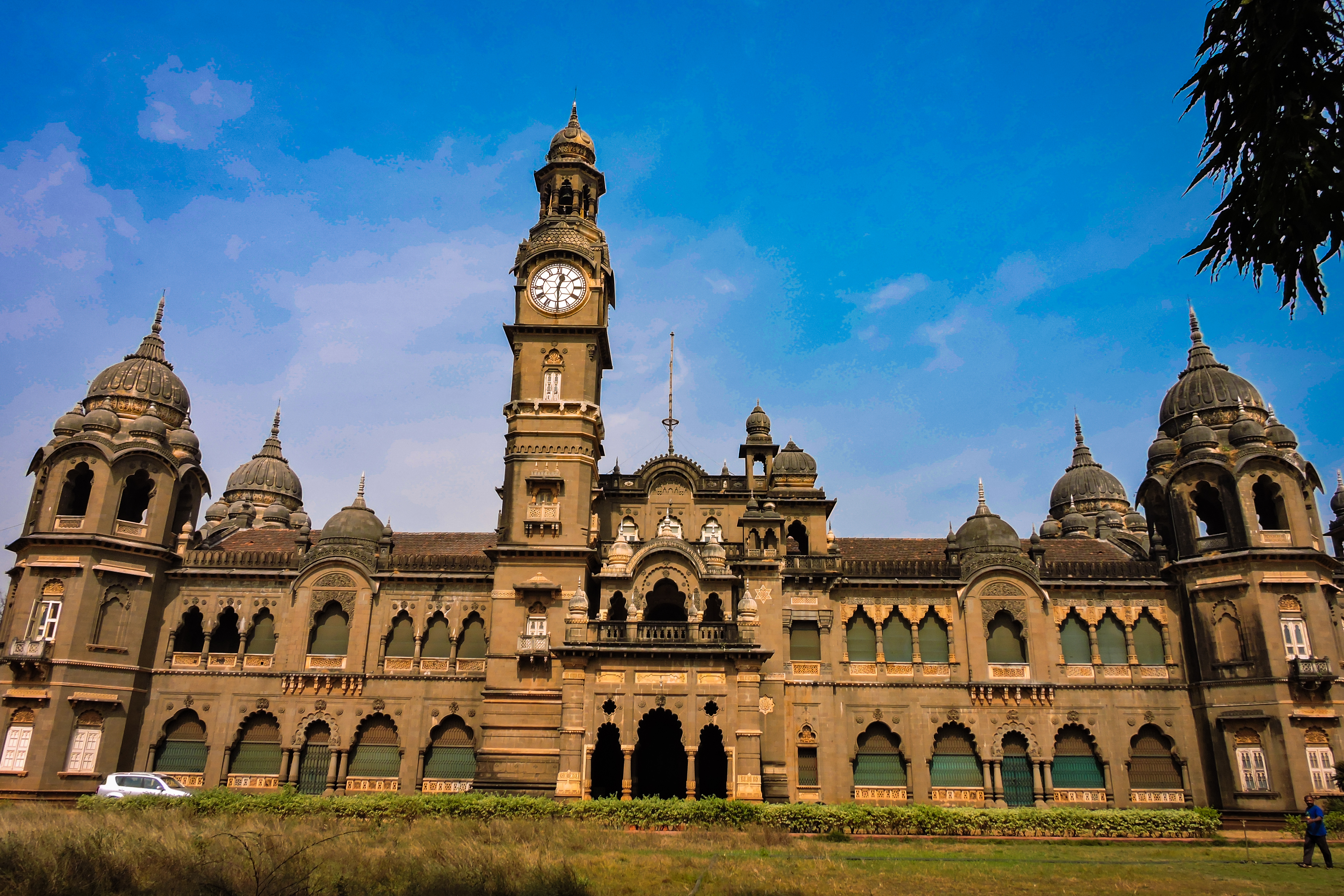
Nuevo palacio, Kolhapur, un ejemplo de arquitectura indo-sarracena
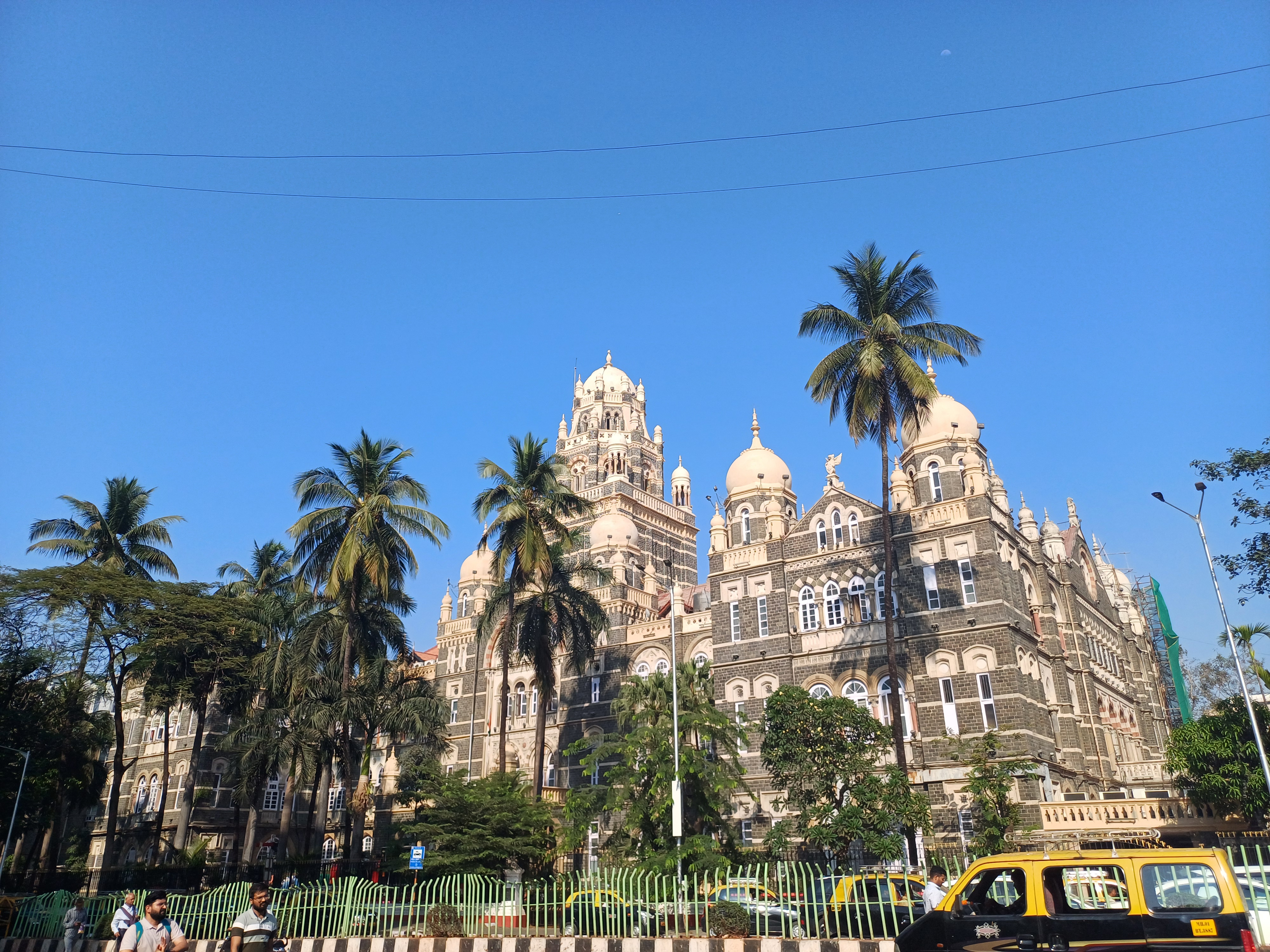
Edificio sede la Western Railway
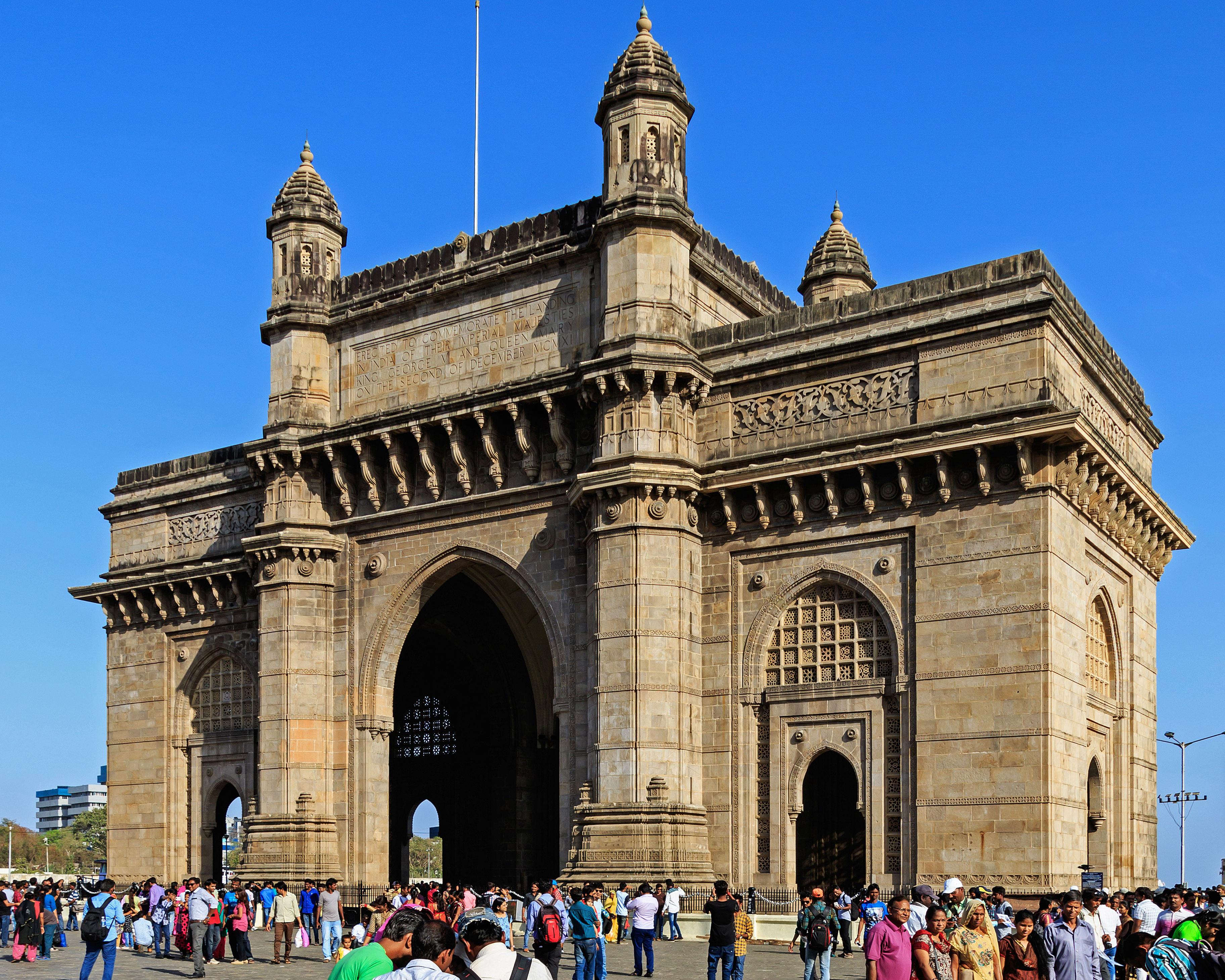
Puerta de la India en Mumbai, construida para conmemorar la visita del rey Jorge V y la reina Maria a India. Fue diseñada por George Witttet en estilo Indo-sarraceno.
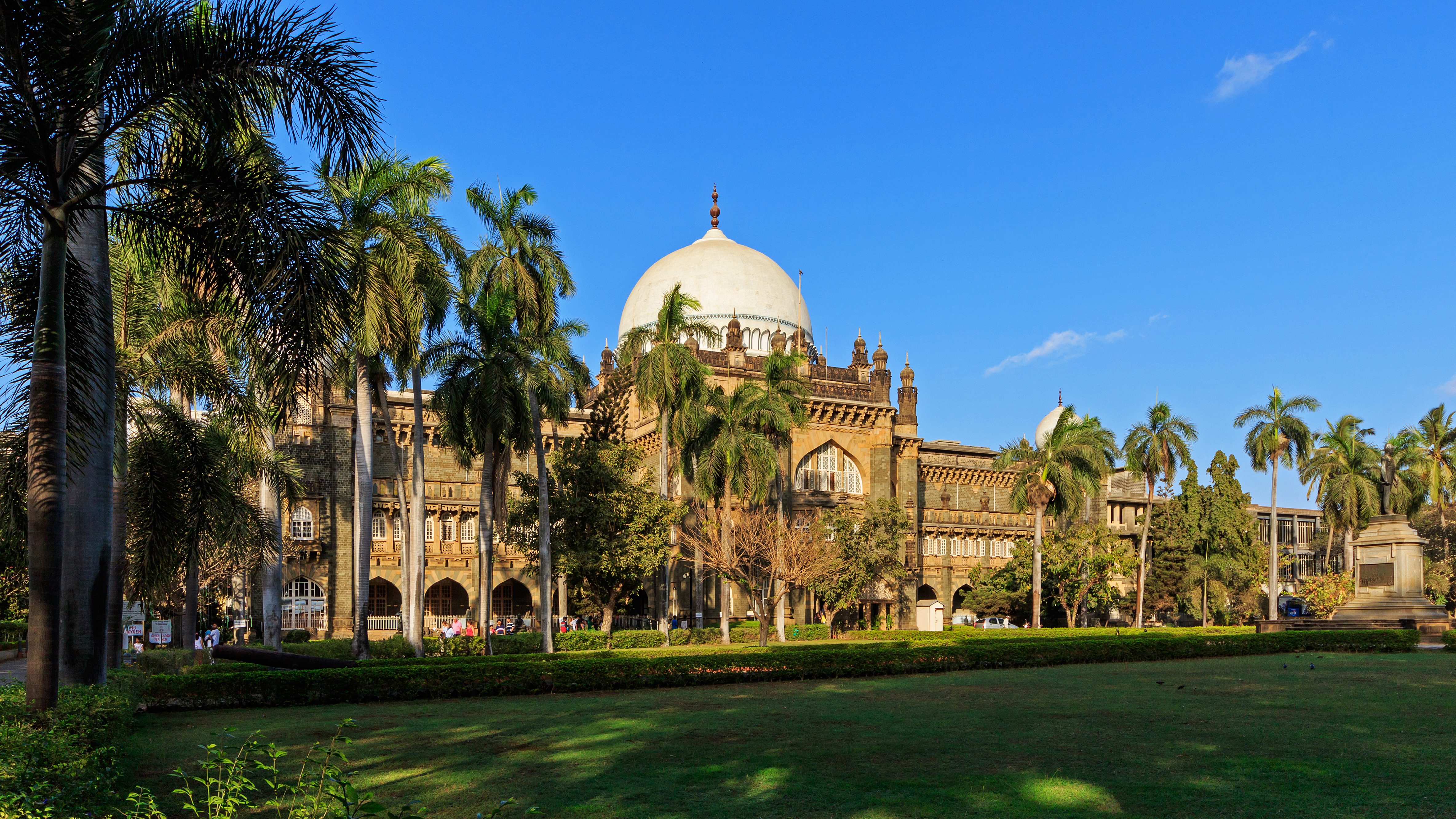
Museo del Rey Shivaji (Chhatrapati Shivaji Maharaj Vastu Sangrahalaya)

#### Art déco

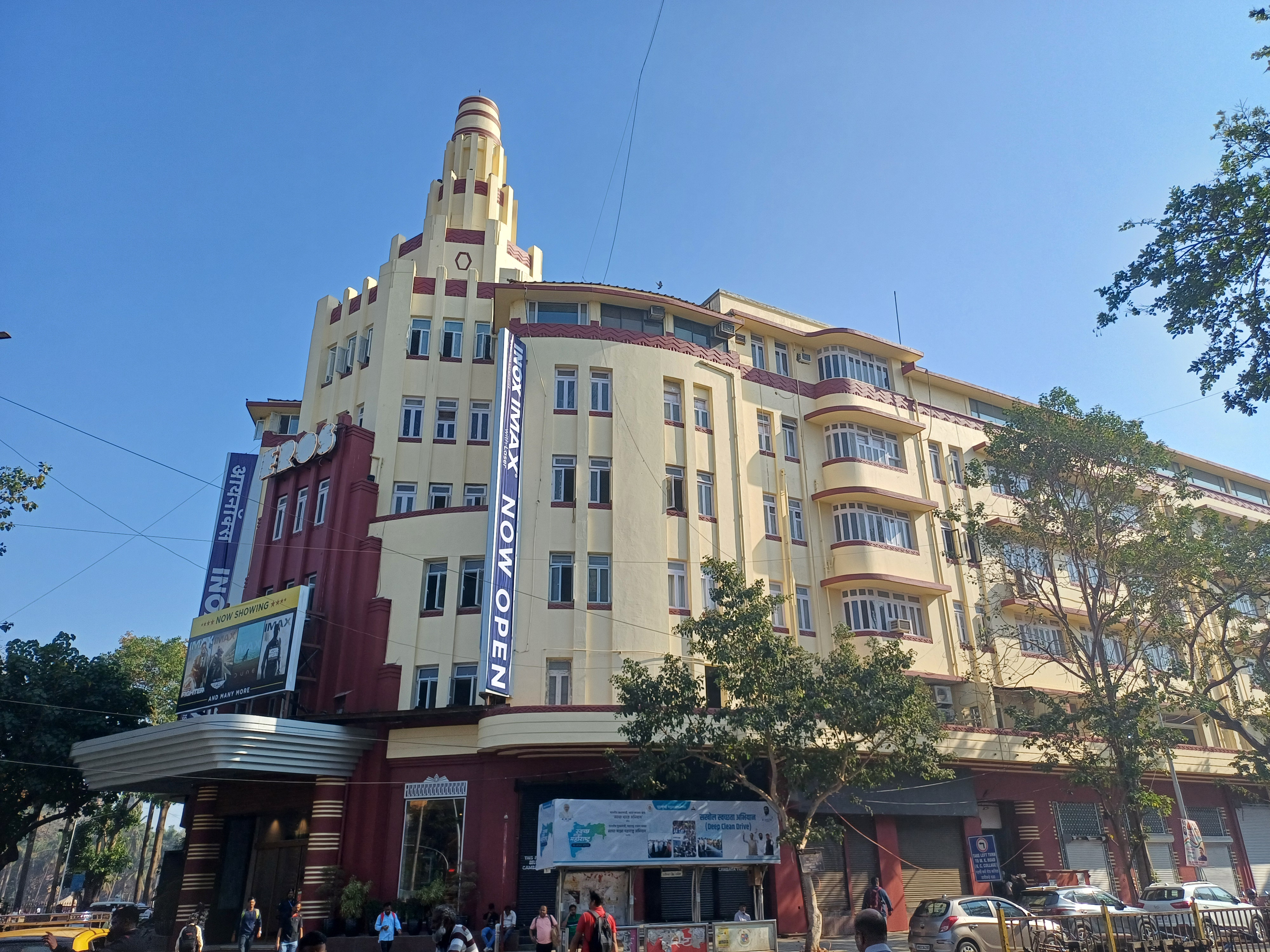
Eros Cinema (Art déco)

Mumbai tiene una de las colecciones de edificios art déco más grandes del mundo.

## Después de la independencia (1947-presente)

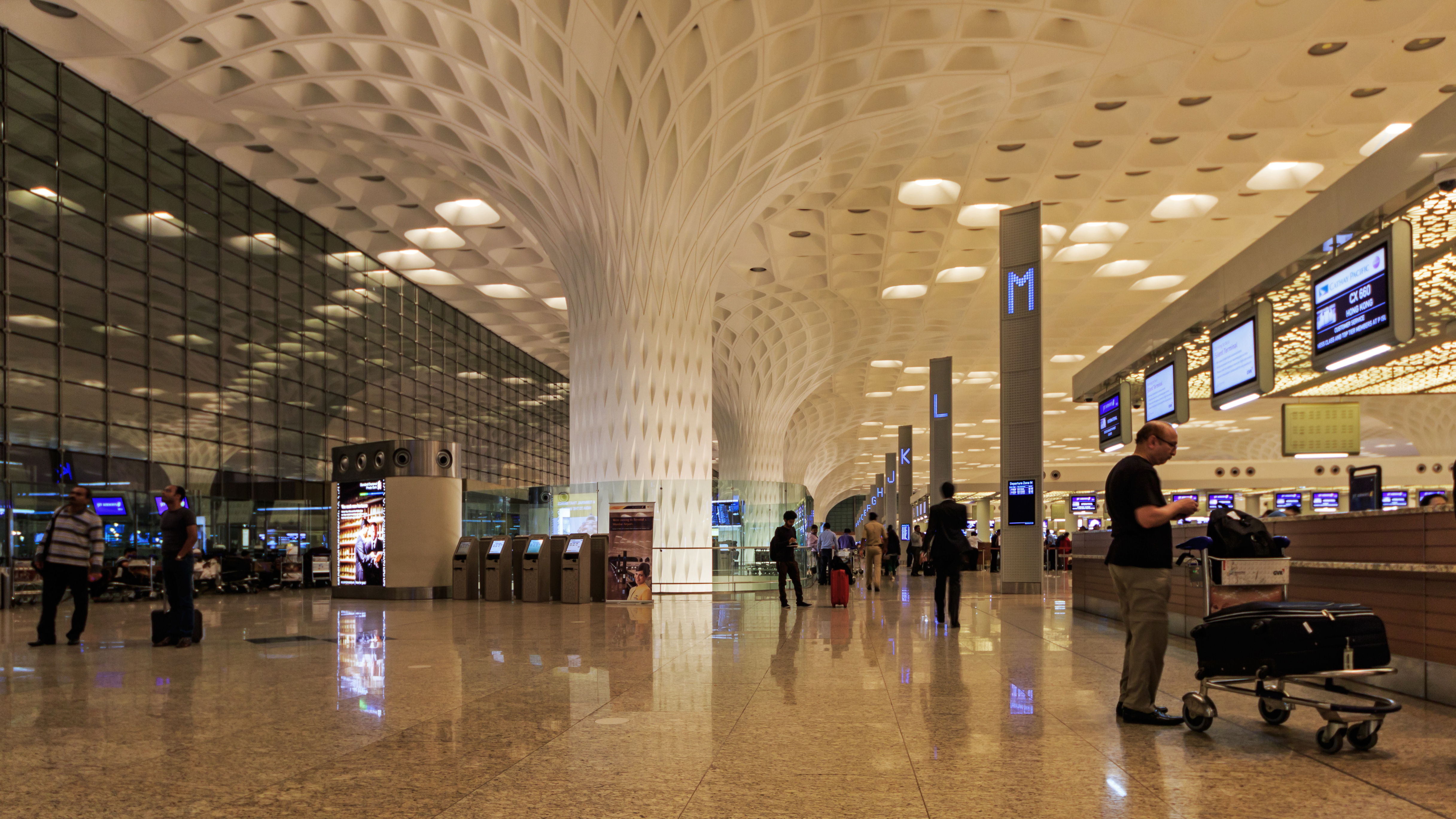
Chhatrapati Shivaji Maharaj International Airport (Mumbai)

Los rascacielos modernos construidos en estilo internacional, como The Imperial, Antilia y Palais Royale, forman el horizonte de Mumbai.